# 顕生代
| 累代        | 代     | 紀           | 基底年代 Mya |
| ----------- | ------ | ------------ | ------------ |
| 顕生代      | 新生代 | 第四紀       | 2.58         |
| 顕生代      | 新生代 | 新第三紀     | 23.03        |
| 顕生代      | 新生代 | 古第三紀     | 66           |
| 顕生代      | 中生代 | 白亜紀       | 145          |
| 顕生代      | 中生代 | ジュラ紀     | 201.3        |
| 顕生代      | 中生代 | 三畳紀       | 251.902      |
| 顕生代      | 古生代 | ペルム紀     | 298.9        |
| 顕生代      | 古生代 | 石炭紀       | 358.9        |
| 顕生代      | 古生代 | デボン紀     | 419.2        |
| 顕生代      | 古生代 | シルル紀     | 443.8        |
| 顕生代      | 古生代 | オルドビス紀 | 485.4        |
| 顕生代      | 古生代 | カンブリア紀 | 541          |
| 原生代      | 原生代 | 原生代       | 2500         |
| 太古代      | 太古代 | 太古代       | 4000         |
| 冥王代      | 冥王代 | 冥王代       | 4600         |
| 1. 2. 3. 4. |        |              |              |

顕生代（けんせいだい、英：Phanerozoic eon、顕生累代）は、地質時代（最上位の区分である累代）の一つ。名称は「肉眼で見える生物が生息している時代」という意味であるが、実際には三葉虫をはじめとする化石として残りやすい殻や骨格を有する生物などが多く誕生し始めた時代であるカンブリア紀以後を指す。古生代、中生代、新生代を含む。
顕生代はカンブリア紀の始めから現在までのことで、約5億4100万年の期間である。地球誕生が約46億年前と考えられているので、顕生代は地球の年齢の約1割ほどである。
顕生代に対し生物化石の発掘量が少ないそれ以前までを先カンブリア時代（隠生代 Cryptozoic eon(s)）と呼ぶ。地球の歴史の9割近くが先カンブリア時代であるが、この期間が無生命、無生物であったわけではなく、化学進化の結果として原始海で原始生命体が誕生したのは38億年から40億年前と考えられている。

## 研究の推移

顕生代の生物多様性（属レベル）の推移。横軸は年代を表し単位は百万年。

地層に含まれる岩石や化石から地球の歴史を研究する地質学の歴史は18世紀から始まった。18世紀イギリスの鉱山技師ウィリアム・スミスは、オックスフォード周辺の地層を検討し「異なる地層からは異なる化石が発掘される」事を発見した。同じ頃フランスの博物学の研究家ジョルジュ・キュビエもパリ盆地周辺の地層を研究し「地層ごとに産出する化石が異なる」事を発見した。キュビエは地層ごとに化石記録が入れ替わっていることから、「時代ごとに生物が一斉に絶滅し、それによって生物相が入れ替わった」と考えた。この大量絶滅による生物の入れ替わりは天変地異説と呼ばれたが、チャールズ・ライエルが提唱した「過去に起こったことは現在観察されている過程と同じだろう」と想定する斉一説と対立した。斉一説はその後長い間地質学の主流を占め、天変地異説は異端扱いされ無視されてきた。
19世紀には世界各地で多くの化石が発掘されるようになって研究が進んだ。
1840年にイギリスのジョン・フィリップスが化石記録を「古生代」「中生代」「新生代」に分類し、基本的に現在までこの考え方が継続されている。地質年代はさらに詳細に分類され「代」「紀」「世」に分けられる（一番下の表を参照）。
顕生代の年代区分には、各年代ごとに示準化石という特定の化石を決めているが、示準化石は研究が進むにつれて変更される事がある。
1910年ドイツのアルフレッド・ウェーゲナーは南米大陸とアフリカ大陸の海岸線の類似性からヒントを得て大陸移動説を発表したが、当時「メガロザウルス」という陸上爬虫類の化石がブラジルとアフリカで発見されていたこともウェーゲナー説に寄与した。「大陸移動説」は着想は良かったものの賛同する学者は少なく、学会の主流にはならなかった。
「天変地異説」と「大陸移動説」は長い間省みられなかったが、「大陸移動説」は1970年代にプレート・テクトニクスの考え方によって新たに蘇った。プレートテクトニクスは顕生代の地球を研究する上で、海洋と大陸の地質構造の違い、超大陸の形成と分裂、造山運動など多くの地質学的疑問の解明に有効である。「天変地異説」もシカゴ大学のジャック・セプコスキによる丹念な化石記録の調査から、生物が何回も大量絶滅を経験してきたことが明らかになった。右上の図では、古生代と中生代の境目（P-T境界）や中生代と新生代の境目（K-T境界）などで生物の科の数が激減している事が読み取れる。またK-T境界ではまさに「天変地異」である巨大隕石の落下が確実視されている。
1980年代以後、放射性元素を利用した放射年代測定（ウラン－鉛法やカリウム－アルゴン法）などの年代測定の精度が向上して、地質学的な年代の具体的な数字が従来よりも正確に測定されるようになり、年代値の見直しが頻繁に行われている。

## 直前の状況
顕生代（Phanerozoic eon）とは「肉眼で見える生物が生息している時代」という意味。顕生代以前の時代は原生代または隠生代と呼ばれる。地質学では「生物」は化石として発掘される。すなわち顕生代は約5億4200万年前から始まった「肉眼で見える大きさの化石」が良く見つかる年代である。生物の体組織のうち、貝殻や骨などの硬骨格は化石に残りやすいが、軟体部は特別に良い条件下にあるときだけ化石として残り、通常は化石として残っていない。その結果、顕生代が定義された18世紀から19世紀は、肉眼で見える大型生物の硬骨格化石だけが検討された。現在では軟体部が保存された化石がかなり見つかっており、顕微鏡でしか見つからない小さな化石も大いに研究されている。

### 地球環境
地球の気候を決める条件の中で最も基本となるのが、「太陽から放射されるエネルギー量」である。太陽と地球はほぼ同じ時期に太陽系として生まれたが、太陽系が生まれた46億年前には太陽の明るさは現在の約70%であり、その後徐々に明るさを増している。顕生代直前の太陽の明るさは現在より約6%ほど暗く、その後1億年に1%の割で明るくなっている。次に陸地の面積について、原生代中期まで、現在大陸として地上に現れている陸地はほとんど海面下にあり、陸地面積は地表の5%程度しかなかったが、約7億年前に陸地の面積が大幅に増えて現在に至っていることが知られている（現在の陸地比率は約30%）。当時大陸を嵩上げするような大規模な火山活動は確認されておらず、陸地が増えた原因について下記のような説がある。
- プレートテクトニクスで海溝からマントルへ沈み込む海洋底地殻に含まれる水分のうち、マントル内部へ持ち込まれる水量が増えて海の水が減った[注釈 5]。
- プレートテクトニクスで海嶺で生産される海洋底地殻の厚さが減少し、その分海が深くなったため海の面積が減った[注釈 6]。

いずれも約46億年前の地球誕生以来徐々に冷えてきたマントル上部の温度が所定温度まで冷えた結果であり、一番目の説では海溝下のマントル温度が下がって、それ以前は全て地上に戻っていた海洋地殻中の海水が十分抜け出せなくなった事、2番目の説ではマントル上部の温度が冷えてプレート生成量が減ったためとされる。陸地面積が増えると地上の岩石の量が増えるが、岩石は海中にある時より地上のほうが風化作用を受け易く、その結果リンなどの栄養塩類の海水中への供給量が増えて生物活動が活発になることが予想される。また岩石の風化の増大に応じて海底に堆積する堆積岩の量が増えるが、風化によって地上の岩石から分離された多量のカルシウムイオンが効果的に二酸化炭素を固定し石灰岩を生成した。さらに栄養塩類の増加で増えた生物の死骸も（腐敗する前に）急速に堆積する堆積岩中に取り込まれ、その結果腐敗による二酸化炭素の発生が減って酸素が増えたことが確認されている。温室効果の高い二酸化炭素の大幅な減少は極端な寒冷化を引き起こし、顕生代の始まる約5億4200万年前の1億年前に、地球全体が凍結するスノーボールアース（全地球凍結）事件が起こった。最後のスノーボールアース事件であるマリノアン氷河時代の年代値は約6億6500万年前から6億3500万年前と推定されている。スノーボールアースが終わった後、大気中に増大した酸素を利用して多細胞生物の進化が進んだ。

### 単細胞生物から硬骨格多細胞生物へ

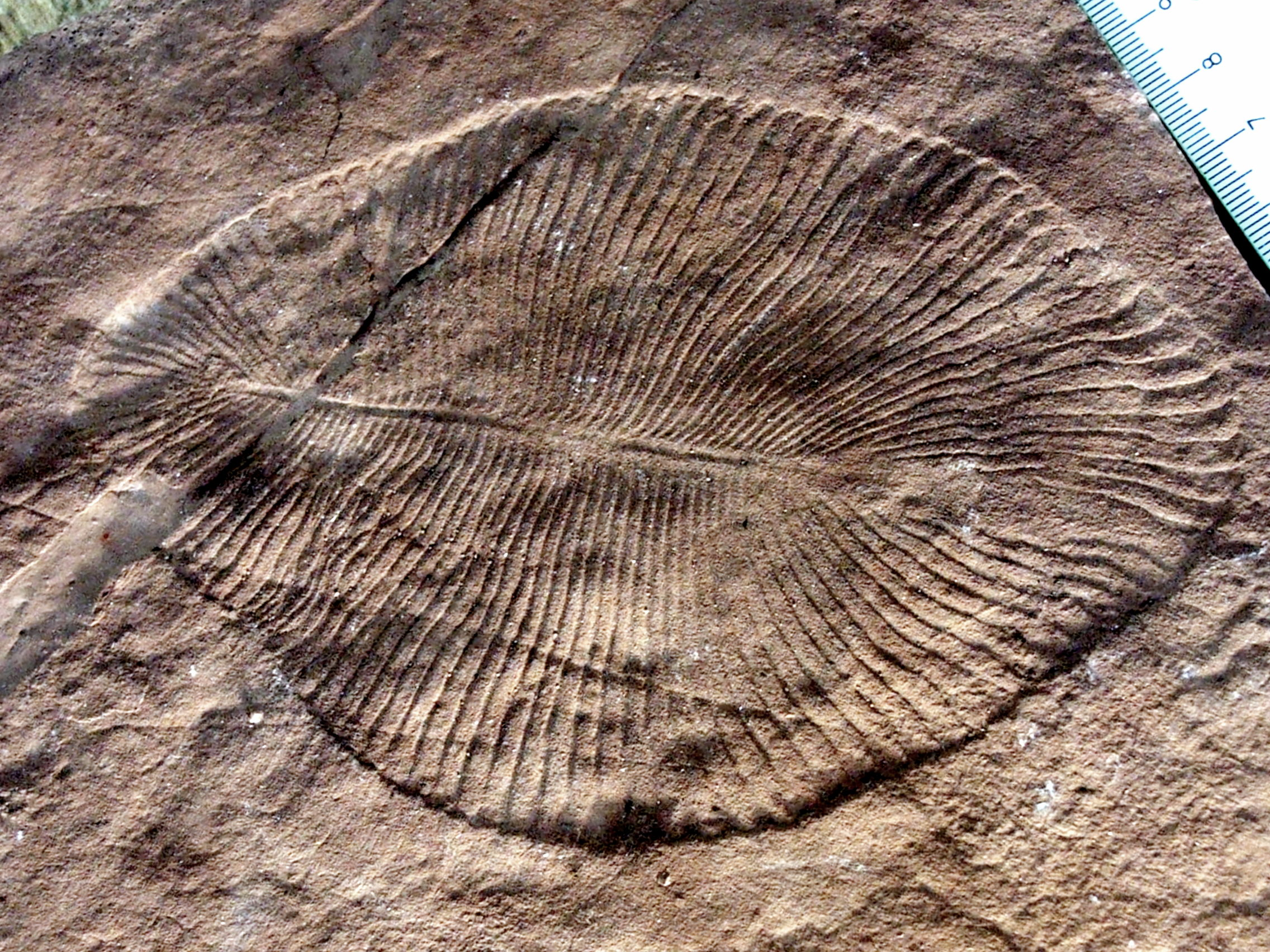
エディアカラ生物のデッキンソニア

生物は単細胞生物として発生しその後多細胞生物へと進化した。多細胞生物の最初の明瞭な化石として有名なのが1998年中国南部のドウシャントゥオ層上部の燐灰石中から見つかった多細胞動物の胚化石で、その最も初期のものの年代値は約6億3250万年前とされる。年代分析によれば多細胞生物が見つかったドウシャントゥオ層の直前に、地球全体が赤道部まで氷河に覆われ凍結したスノーボールアース時代があった。すなわち「スノーボールアース」期間が終わった直後に多細胞生物の繁栄が始まった可能性が高いと考えられる。初期の多細胞生物はエディアカラ生物群に代表される硬骨格を待たない生物であり、活動範囲も固着生活または海底表面を這う生活であった（生物の這った痕や足跡の化石は生痕化石とされ、生物活動の重要な証拠とされる。）。ところがある時期に一斉に多数の多細胞生物が硬い殻を持つようになり、海底に穴を掘ってもぐるようになった。これが顕生代の始まりであるカンブリア紀である。カンブリア紀の示準化石はフィコデス属ペダム種（Phycodes属Pedum種）の生痕化石とされ、その年代はナミビア南部にある先カンブリア紀からカンブリア紀へ連続している地層の年代分析から約5億4200万年前とされた。すなわちスノーボールアースが終わってわずか1億年弱の間に多細胞生物は硬い殻を持ち海底の泥の中にもぐるようになった。硬い殻の獲得と海底地下へもぐる行動は、いずれも強力な捕食者から身を守るための手段であったと考えられる 。実際カンブリア紀の地層からは当時としては強大な肉食動物アノマロカリスや、食物となる生物を捕獲するための長いノズルを有するオパビニアなどが見つかっている。

## 歴史
顕生代の歴史はその地層から発掘される生物化石（主に動物化石）によって分類されている。ここで注意すべき事は「海洋生物」と「陸上生物」の化石は同じ地層から出て来ることが少ない点で、両者の時代の同時性については陸上・海洋問わずに飛散する花粉化石の分析や、大規模で特徴的な火山噴火による火山灰の分析や炭素同位体比の偏差の急変（P-T境界参照）など化石以外の手段も用いて判定される。また顕生代の年代は主に動物化石の消長によって定義されている。たとえば地上で恐竜が絶滅し哺乳類や鳥類に取って代わられ、海中でアンモナイトが絶滅した中生代と新生代の境界は、現代型植物である被子植物の繁栄の始まった白亜紀初期は一致していない。

### 地球環境
地球環境について、地球外からの影響、大陸と海洋の変化および洪水玄武岩の状況について解説する。
地球外からの影響の第一として、太陽からの光エネルギー到達量がある。前記のように太陽は誕生以来徐々に明るくなってきており、顕生代において地球が受け取るエネルギー量は1億年で約1%ずつ増加している。その他の地球外要因として他の天体との衝突がある。地球には常時小さい隕石が落下しており、ごくまれに大きな隕石も見られる。地球に衝突する天体の大きさと頻度は反比例関係にあり、バリンジャー・クレーターを生成した大きさの隕石は数千年に1回程度、恐竜絶滅の原因の可能性が検討されているK-T境界（直径10-15km）レベルの衝突は約1億年に1回程度衝突すると考えられているが、現在確認されているところでは「K-T境界」の天体衝突が顕生代では最も大きなものであった。

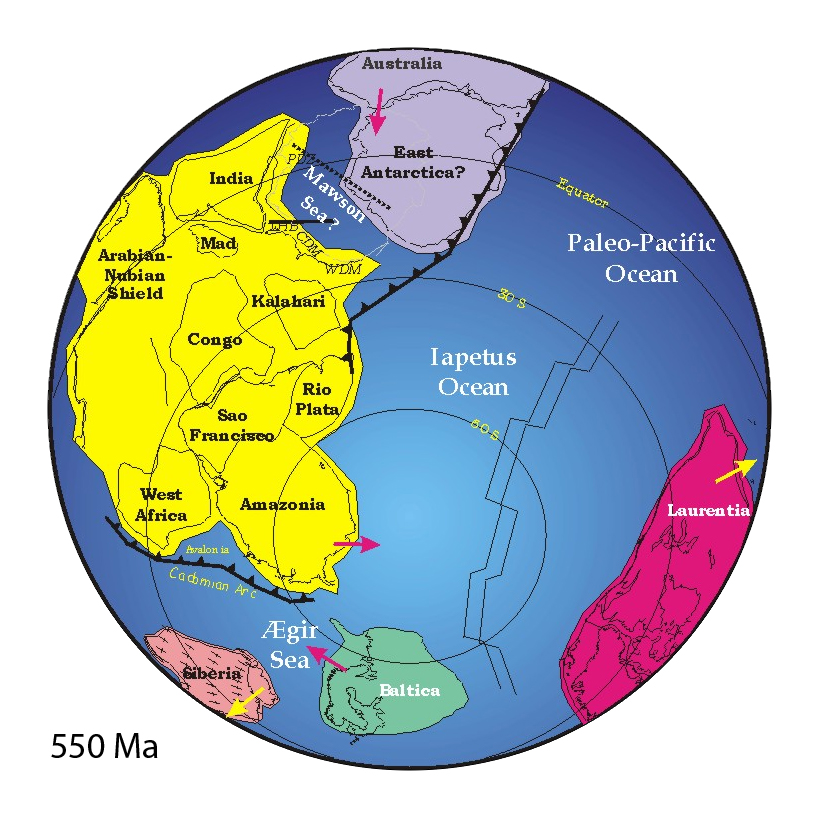
顕生代が始まる直前、5億5千万年前の大陸と海洋の分布、いくつかの大陸が海洋を隔てて存在する

超大陸パンゲアが分裂して大西洋やインド洋が生まれ、現在の大陸分布になった。

大陸と海洋の関係については、プレートテクトニクス理論に基づいた研究によって大陸の離合集散が明らかになってきた。また非常に規模の大きな洪水玄武岩と呼ばれる噴火が、顕生代にしばしば発生していることがわかってきた。大陸と海洋の配置は顕生代を通じて大きく変化したが、その変化について説明する。
原生代後期に超大陸ロディニアが形成されたがこの超大陸はすぐに分裂し、右図のような状態になった。顕生代初期にばらばらだった大陸が集まり始めた。ゴンドワナ大陸（現在のいくつかの大陸が集まっていた）と、北米大陸やバルチカ大陸（現在のヨーロッパの一部）は、広い海で隔てられていた。シルル紀からデボン紀にかけて古生代の造山運動があり陸地が増加し、ゴンドワナ大陸は赤道から南極まで広がっていた。古生代の後期には当時存在した全ての大陸が陸続きとなって超大陸パンゲアが形成された。古生代最後のペルム紀末の（P-T境界）にて、陸上において顕生代史上最大級の400万立方km以上の溶岩流出事件であるシベリア洪水玄武岩が発生した。
中生代に入るとパンゲア大陸は分裂を開始した。三畳紀末にはアフリカ大陸と南アメリカ大陸が分かれ始め、その際に割れ目に沿って洪水玄武岩の噴出があった。この噴火による玄武岩台地は割れ目となった大西洋をはさんで南アメリカ大陸とアフリカ大陸の両方に残っており、中央大西洋マグマ区と呼ばれている。ゴンドワナ大陸は分裂を続け、インド・オーストラリア・南極の各大陸が分離し始める。白亜紀の約1億2000万年前に、シベリア洪水玄武岩をしのぐ規模の洪水玄武岩の噴火が太平洋の深海底で発生した。現在オントンジャワ海台と呼ばれている玄武岩地形は面積200万平方km、噴出した玄武岩量は6000万立方kmまたは8000万立方kmとされているが、ほとんど全てが太平洋の水面下に存在している。ゴンドワナ大陸から分かれた南極大陸は南下して南極に位置した。インド大陸は北北東へ移動してゆき、アフリカ大陸との間にインド洋が開いてゆく。白亜紀は温暖な気候と活発なマントル活動の影響で海面水位が現在より約200m上昇して、陸地面積は減少した（下図参照）。約6600万年前の白亜紀最後に（K-T境界）インド大陸においてデカン高原を形成する洪水玄武岩の噴火があり、推定約100万立方kmから250万立方kmの玄武岩溶岩が噴出した。
新生代に入ると北上を続けていたインド大陸が約4000万年前にアジア大陸に衝突、ヒマラヤ山脈やチベット高原の上昇が始まる。約3800万年前にオーストラリア大陸と南極大陸が完全に分離し、約2000万年前には南アメリカ大陸と南極大陸も離れて、南極大陸が完全に海で囲まれる。インド大陸はアジア大陸に衝突したあとも北上を続けアジア大陸の内部に約2000kmも突入したため、衝突地点のヒマラヤ山地や背後のチベット高原は、その下にもぐりこまれたインド大陸に押し上げられ隆起した。隆起しつつあるヒマラヤ山脈では高山に対する激しい浸食による岩石の風化が継続している。約350万年前に南北アメリカ大陸の間にパナマ地峡ができて、大西洋と太平洋が分離された。

### 地質年代区分
地質年代区分は、大きいほうから代・紀・世に分けられる。たとえば現在は新生代第四紀完新世とされている。代は古生代、中生代と新生代の3つある。紀は18世紀から19世紀にかけて、まとまった化石層が最初に研究された場所にちなんで命名されており、現在12種ある。下の表では第三紀があるが、現在第三紀という表現は正式には使われておらず、古第三紀（Paleogene）と新第三紀（Neogene）とされている。
| 年代         | 模式地                                   | 命名者および年代                 | 名前の意味           |
| ------------ | ---------------------------------------- | -------------------------------- | -------------------- |
| カンブリア紀 | イギリス、ウェールズ地方                 | セジウィック、1835年             | ウェールズの古称     |
| オルドビス紀 | イギリス、ウェールズ地方                 | ラプワース、1879年               | 居住していた部族の名 |
| シルル紀     | イギリス、ウェールズとイングランドの境界 | マーチソン、1835年               | 居住していた部族の名 |
| デボン紀     | イギリス、デボン州                       | マーチソンとセジウィック、1840年 | 地名                 |
| 石炭紀       | イギリス、ウェールズとイングランド       | コニベアとフィリップス、1822年   | 石炭の地層           |
| ペルム紀     | ロシア、ウラル山脈西側                   | マーチソン、1841年               | 都市名 ペルミ        |
| 三畳紀       | ドイツ中央部                             | アルベルティ、1834年             | 3層の明瞭な地層      |
| ジュラ紀     | フランスとスイスの境                     | フンボルト、1795年               | 地名ジュラ山脈       |
| 白亜紀       | フランスとスイス西部                     | ダロワ、1822年                   | 英仏海峡のチョーク   |
| 第三紀       | イタリア                                 | アルドゥイノ、1760年             |                      |
| 第四紀       | フランス                                 | デノアイエ、1829年               |                      |

### 気候と生物の進化
顕生代の地表の温度を決定付けてきたのは「太陽から到達するエネルギー量」と、「温室効果ガスの存在量」のバランスであった。「太陽から到達するエネルギー量」は1億年で約1%ずつ増加するという非常にゆっくりした変化である。地球の平均気温に対する温室効果ガスの影響は非常に大きく、たとえば現在の地球で「温室効果ゼロ」を仮定した場合の地表温度（有効温度と呼ばれる）は-18℃で、実際の平均気温15℃との間に33℃の開きがある。この差が大気中に存在する水蒸気や二酸化炭素などの温室効果ガスの効果である。このように顕生代の気候は大気中の温室効果ガスの存在量に大きく左右されている。メタンも温室効果ガスであるが大気中に放出されたメタンは容易に酸化されて二酸化炭素と水に変わるため、長期の温暖化効果としては二酸化炭素の影響が大きい。
顕生代の気候の大まかな特徴として、約3億年周期のサイクルで寒冷気候と温暖気候が繰り返されたが、この周期は上図の大陸の集合と分裂の時期と一致している。すなわち大陸が集合する時期に気候が寒冷化し、大陸が分裂する時期に温暖期となった。上記の図を参考に説明すると、大陸が分散していたオルドビス紀からデボン紀までが温暖時期（オルドビス紀末に一時的な氷期があった）、超大陸パンゲアができ始めた石炭紀から三畳紀の始めまでが寒冷期、パンゲアが分裂し始めた三畳紀末から新生代の初めまでが温暖期、アジア大陸にインド大陸が衝突しアフリカ大陸もヨーロッパに衝突しつつある現在は寒冷期となっている。寒冷期と温暖期が発生する原因として、大気中の二酸化炭素の増減による温室効果の差が挙げられる。温暖期は火山活動が活発で、マントル内部からの二酸化炭素供給が多く温室効果が高かった時期に相当する。大陸が集合・衝突する時にはヒマラヤ山脈やアルプス山脈のような大山脈ができる。高山は平地より浸食を受けやすく、特にヒマラヤ山脈では多量の雨による激しい侵食を受けその結果多量のカルシウムイオンが海洋に供給される。このカルシウムイオンが効率的に二酸化炭素を吸収して石灰岩となり、大気中から二酸化炭素を取り除き、二酸化炭素による温室効果を削減するため地球が寒冷化する。顕生代の生物はこの気候変化の影響を受けて進化してきた。
なお現在は南極やグリーンランド上に広大な大陸氷河が形成されているため氷河時代に分類されるが、氷河時代の中では比較的温暖な間氷期に相当する。

#### カンブリア紀
カンブリア紀は約5億4200万年前から約4億8830万年前までの期間である。極端な寒冷期であったマリノアン氷河時代は約6億3500万年前に終了した。気候は地球の気候が温暖化しつつある時期に相当し、動物の多様性が一気に増加したことである。
カンブリア紀以前に確認されている動物の門は刺胞動物と海綿動物だが、カンブリア紀の代表的地層であるバージェス頁岩からは、この2門以外に節足動物、腕足動物、脊索動物、軟体動物、棘皮動物、環形動物、袋形動物、半脊動物などが確認されている。このように突然大量の生物種が発生したことから、この事件はカンブリア爆発と呼ばれている。これらの生物の多くがリン酸塩やカルシウム塩からなる固い殻を有していたため比較的化石として残りやすく、このことが顕生代開始の定義につながった。生物が固い殻を持った理由として、カンブリア紀初期に大量のリン酸塩が浅海に供給され生物がリン酸塩を利用し易かったこと、前時代には存在しなかった強力な捕食者（アノマロカリスやオパビニアなど）に対抗する防御が必要になったことなどが推定されている。さらに捕食者から身を守るために優れた遊泳能力や海底の泥に深くもぐる能力などが発達した。これらの必然性から生物の多様化が進んだと考えられている。カンブリア紀の浅海における生物量としては、節足動物の三葉虫と腕足類が優勢であった。カンブリア紀に発生した生物の中には現在見られない形の動物も多く存在したが、それらの動物はカンブリア紀末までに大部分が淘汰された。
三葉虫の硬骨格や腕足類の殻は化石として残り易いため古くから世界各地で産出しており、1970年代まで「カンブリア紀」の生物相はこのような硬骨格生物が主体であると考えられてきた。カンブリア紀の捕食者として有名な「アノマロカリス」の全体像が解明されたのは1970年代で、上記「バージェス頁岩」の研究による。その後1980年代からグリーンランドのシリウスパセットや中国の澄江（チェンジャン）での化石発掘と研究により（澄江動物群参照）、カンブリア紀の多様な生命の状況が判明した。

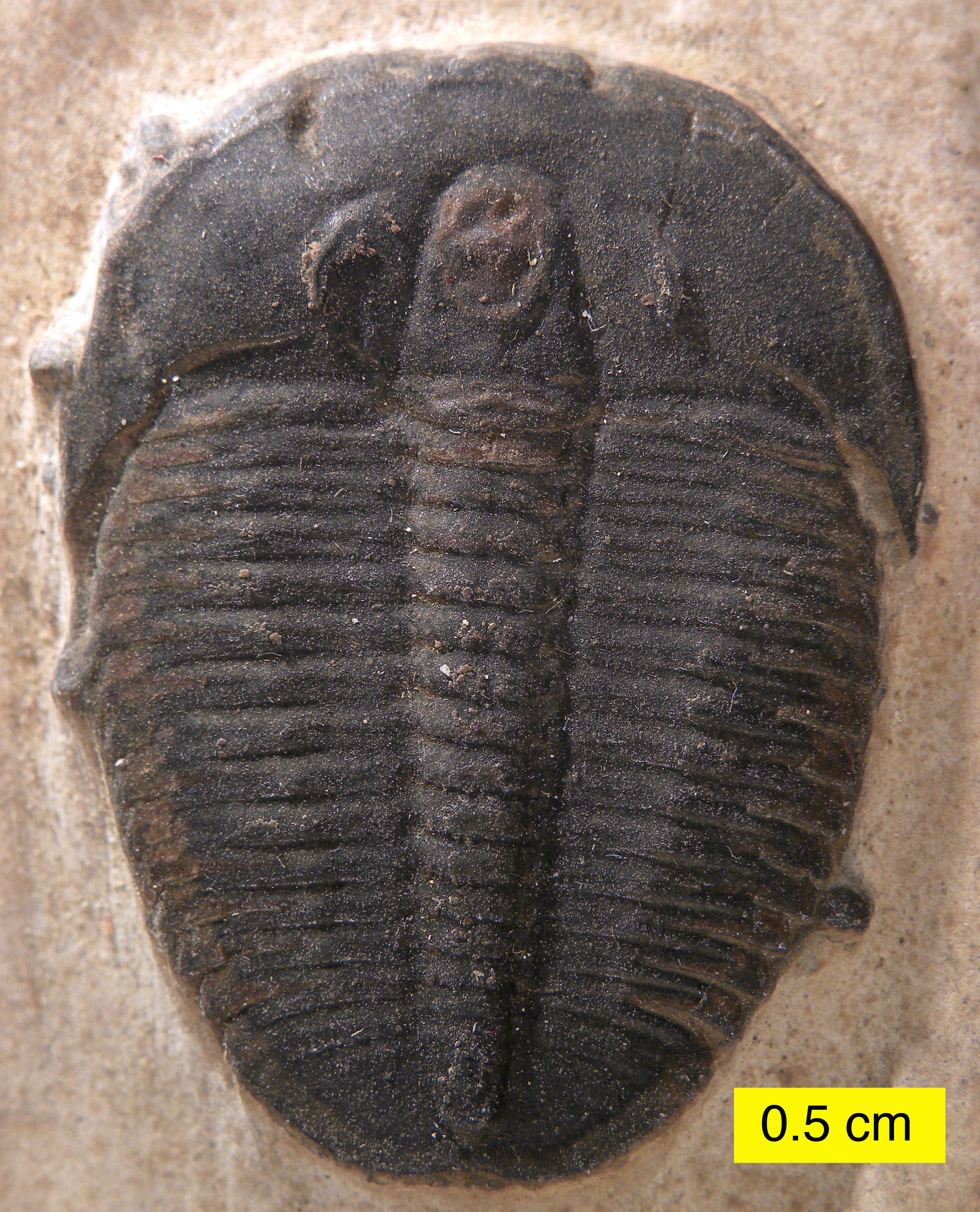
カンブリア紀を代表する節足動物三葉虫 体長は1cm弱から大きいものでは60cmまで
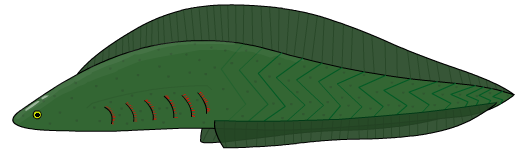
脊椎動物に分類される最初期の魚類ミロクンミンギア、体長3cm
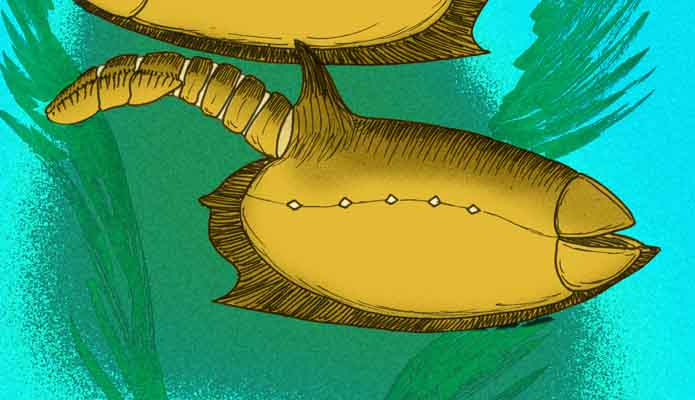
中国の澄江から多数見つかった古虫動物、新口動物に分類されるが子孫は現存しない 最大10cm
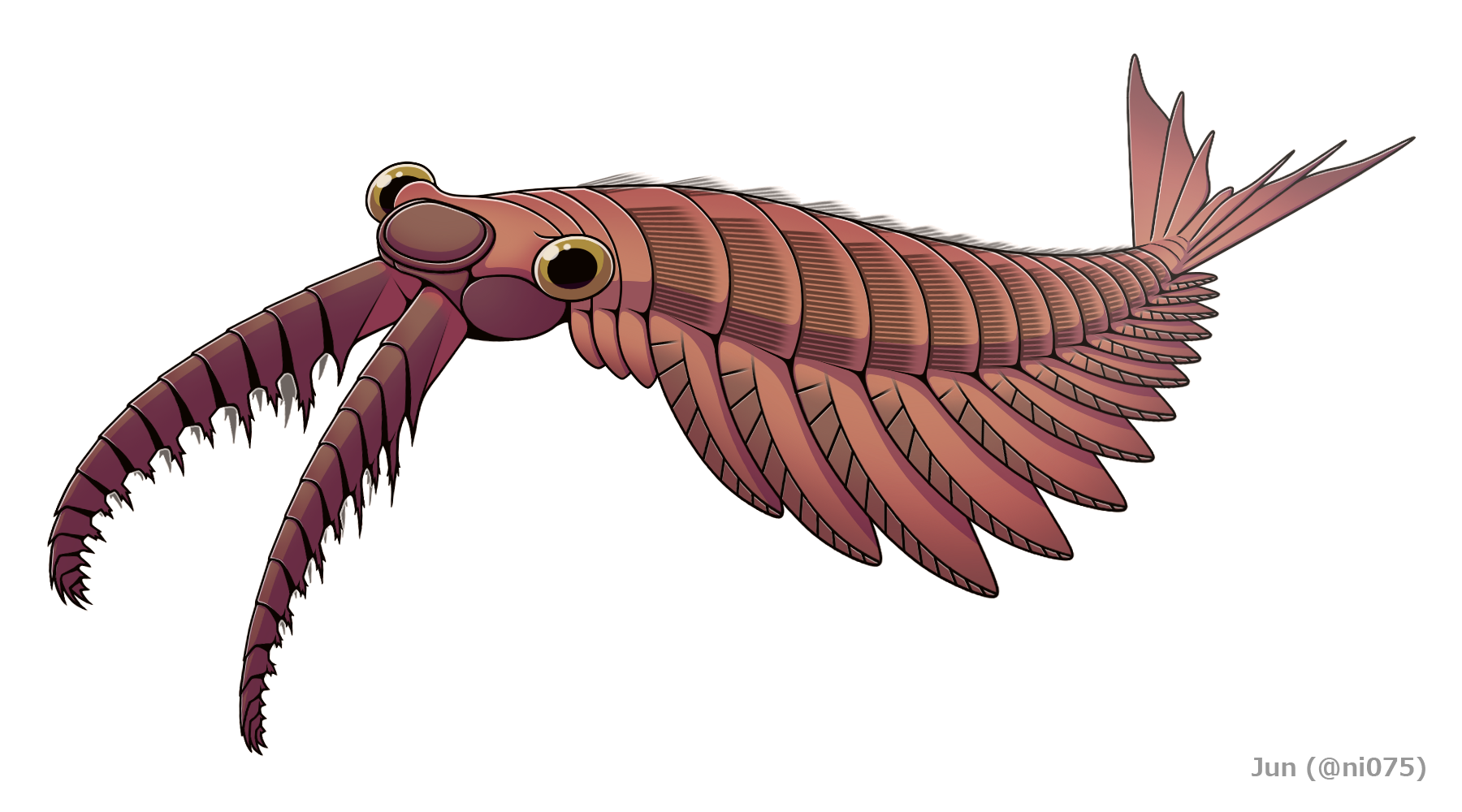
強力な捕食者アノマロカリス、全長60cm弱におよぶ

#### オルドビス紀
オルドビス紀は約4億8830年前から約4億4370万年前までの期間である。気候は温暖であったが紀の末に一時的な寒冷化が起こり、その影響で生物の大量絶滅が生起した。また植物や動物の一部が地上に進出し始めた。
まず海中では カンブリア紀に繁栄した三葉虫はオルドビス紀に早くも衰退し始める。脊椎動物は顎と歯を持たない無顎魚類が繁栄したが、下図のように頭部を覆う燐酸カルシウムの骨板を有し、鰭が発達していないため泳ぎは鈍かった。無顎類の子孫はヤツメウナギを含む円口類約50種が現存している。軟体動物では頭足類、直角貝の仲間は体長が15cm程度のものが多いが、最大のものは体長数mにも達した捕食動物であった。この時代に原索動物のフデイシやコノドントが出現した。コノドントは小さな化石微化石でたくさん見つかる上に時代による変化が大きいため示準化石として使われているが、クリダグナサスのような無顎類とは異なる原始的な魚類の喉部にある咀嚼用器官（歯）であった。最古の陸上植物の可能性として、アフリカのリビアにあるオルドビス紀の地層からゼニゴケ類似の胞子の化石が見つかっている。またアメリカ東部の陸域で堆積した地層からムカデの足跡に似た生痕化石がみつかっている。約4億3900万年前のオルドビス紀末に原因不明の急激な寒冷化による生物の大絶滅が起こった。まず急激な氷河の発達により海水準が降下し浅海の固着生物の住処が無くなり、その後温暖な気候に戻るにつれて今度は急激な海水準の上昇とおそらく深海からの低酸素の水が上昇してきたことによる窒息によって、当時海洋に生息していた科のレベルで20%・属のレベルで60%が絶滅した。

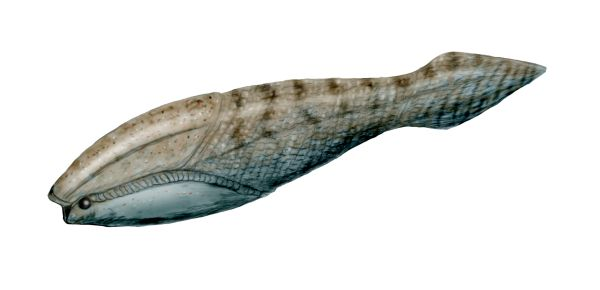
無顎類アランダスピス、いわゆる甲冑魚
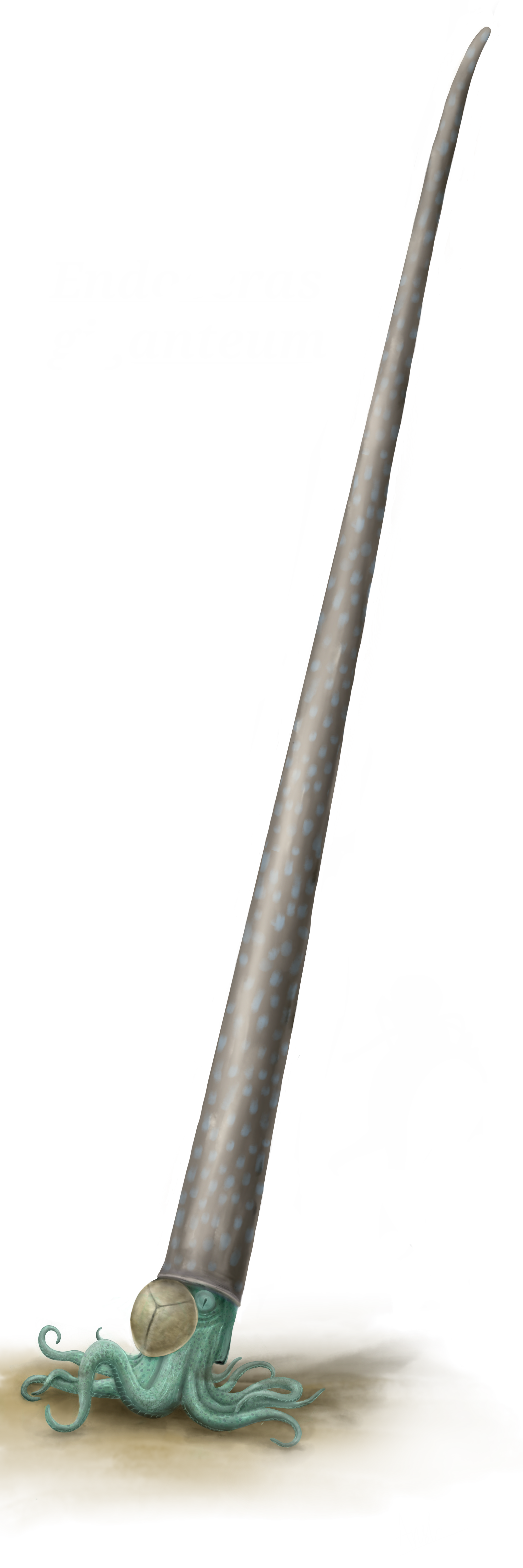
殻長5.7メートルに達する大型の頭足類エンドセラス
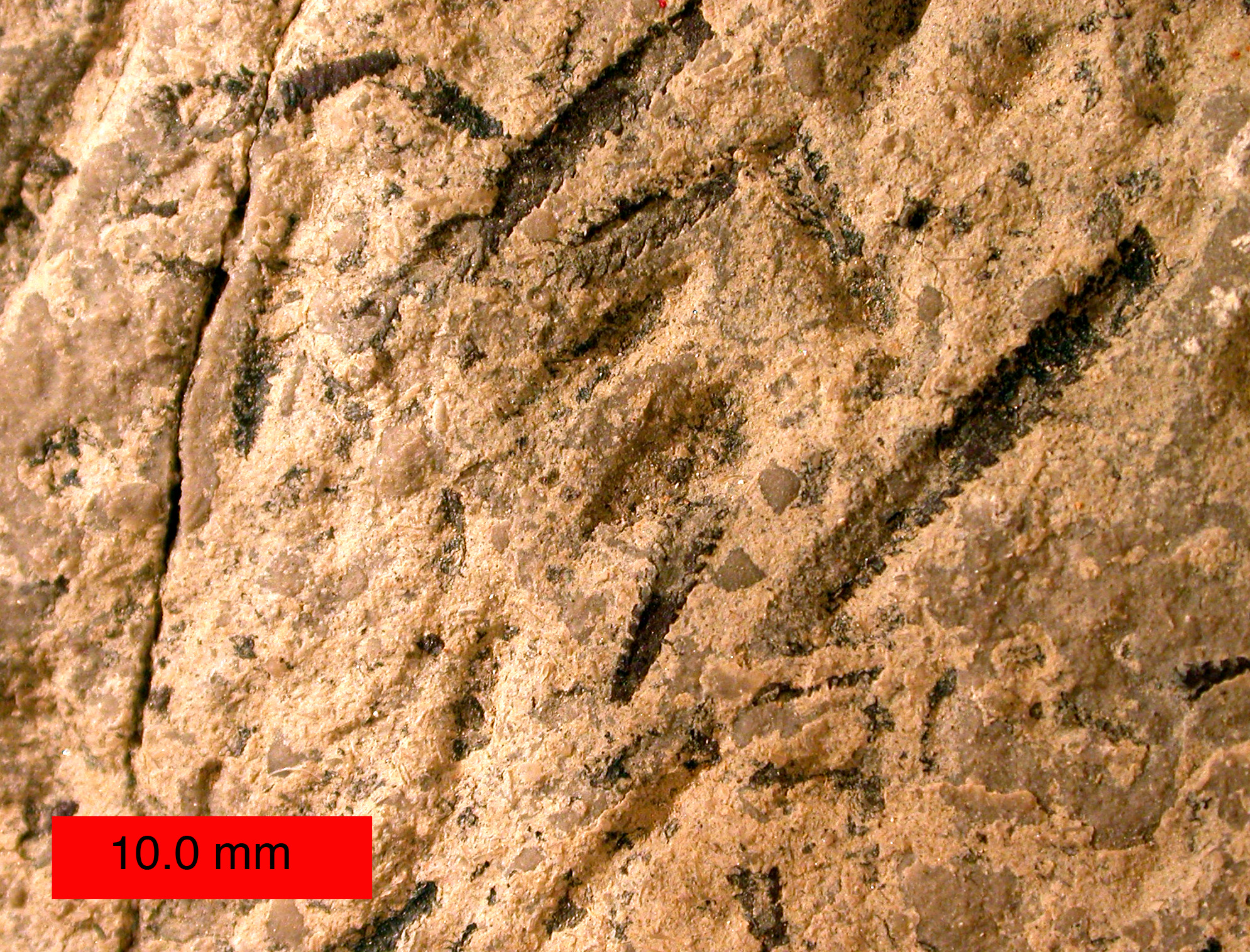
フデイシは原索動物に分類される
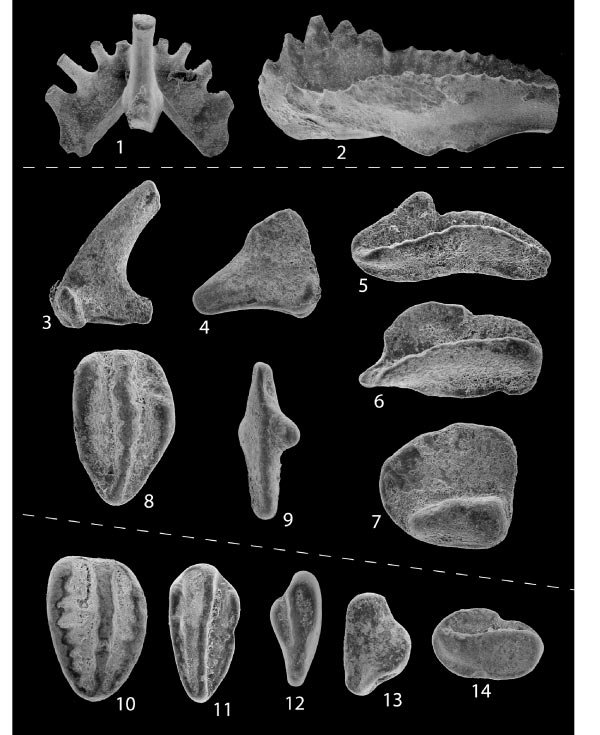
コノドントは原始的な魚類の消化器官前端の歯であった

#### シルル紀
シルル紀は約4億4370万年前から約4億1600万年前までの比較的短い期間である。オルドビス紀に引き続き温暖な気候であった。植物と動物が地上に進出した。
植物が地上に繁栄するためには、地上の空中にある葉や茎を保持しつつ水分や養分を運搬する強固な維管束が必要である。確認できる最古の地上植物は高さ約10cmに満たない根も葉も無いクックソニアであった。クックソニアは地上植物であるが維管束はまだ発達していなかった。また陸上の河川敷を歩いた節足動物の明瞭な生痕化石も見つかっている。最初に陸に上がったのはヤスデの仲間で、昆虫が続いた。海中ではオルドビス紀末の大絶滅の後に、絶滅した種と同系統の生物が進出したため、絶滅前後での海中での生物多様性の変化は少なかった。浅海では三葉虫、腕足類、サンゴなどが生息し、遠洋ではフデイシが繁栄していた。シルル紀に板皮類という「初めて顎を持った魚類」が生まれた。魚の一部は海から汽水域さらに淡水の河川へと生息地を広げていった。また、棘魚類や板皮類が顎を獲得し、硬骨魚も出現した。浅海や汽水中には大型で強力な捕食者のウミサソリが生息していた。

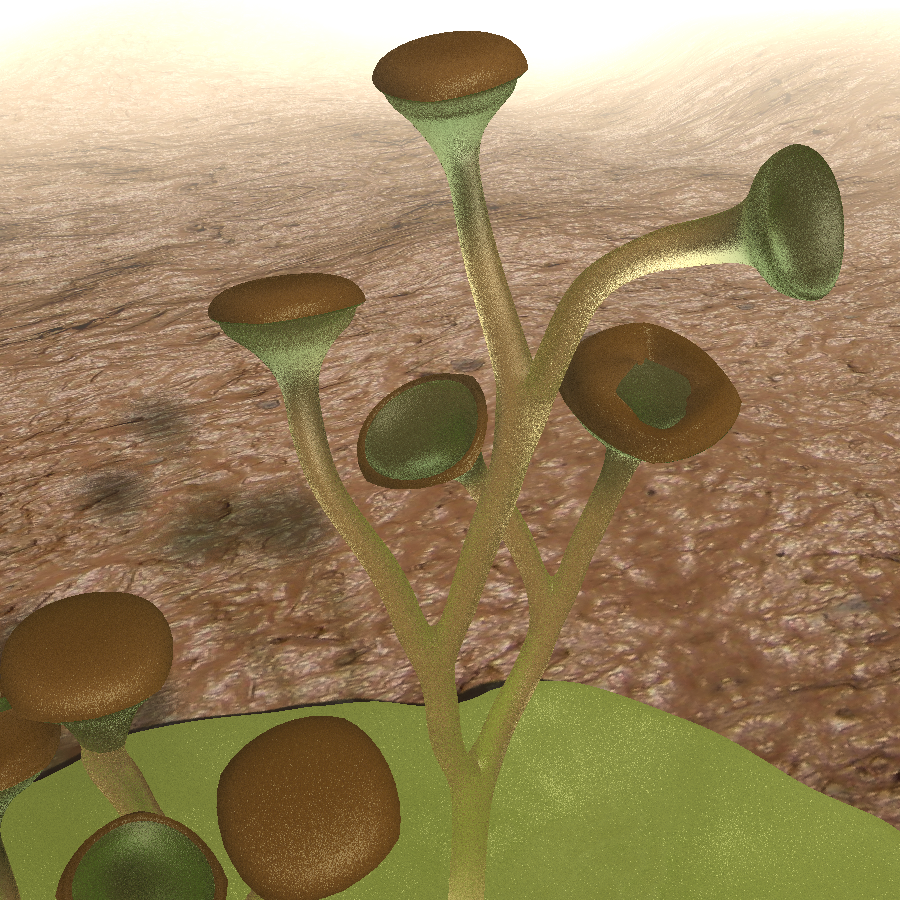
最古の地上植物クックソニア、茎の先に胞子嚢がある
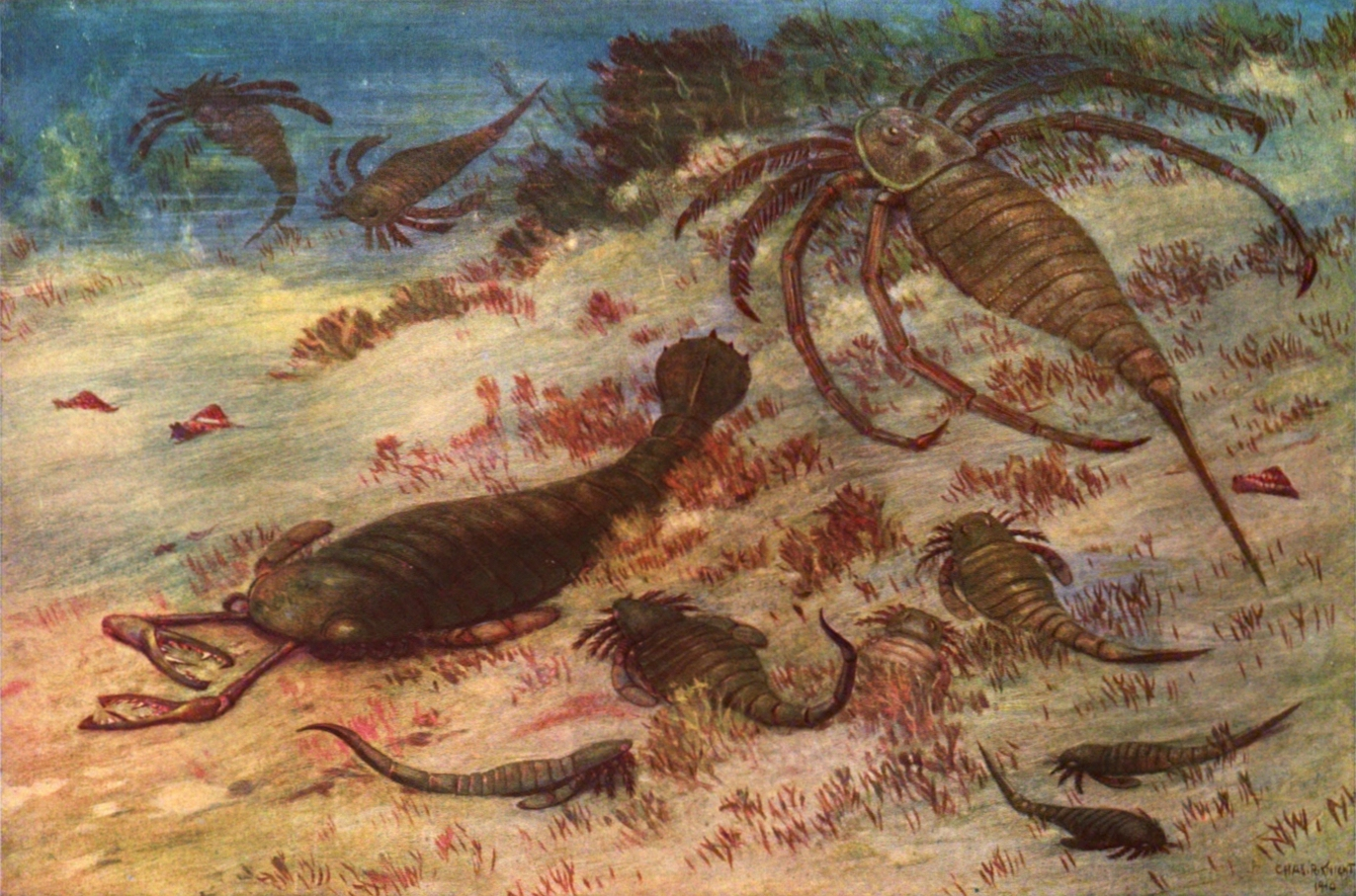
1m以上の巨大種を多く含んでいるウミサソリ
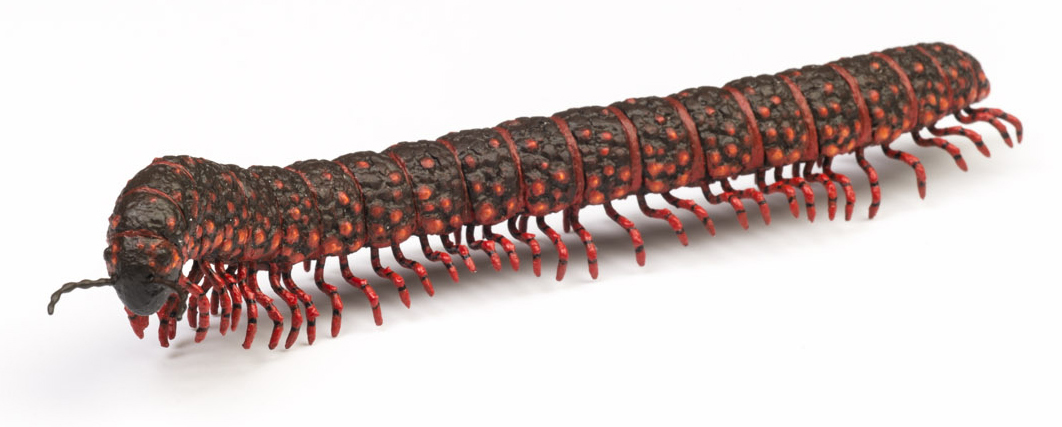
最古の陸上動物の一つ、ヤスデ類のニューモデスムス（英語版）

#### デボン紀
デボン紀は4億1600万年前から約3億5920万年前までの期間である。大陸の集合が始まったため、中期までは温暖な気候であったものが末期には寒冷化してゆく。その過程で陸地には雨季と乾季が交互に訪れるようになり、地上の池や川は季節によって水が干上がった。
棘魚類から進化した硬骨魚は陸地の河川に生息していたが、この季節変化に対応するため、乾季に空気呼吸のできる肺を備えるようになった。エウステノプテロン（またはユーステノプテロン）は肺呼吸を行っていた魚類とされており、骨格や鰭の形などから両生類の祖先に近縁の生物であるとされている。硬骨魚類の中で鰭の基部に丈夫な骨格を有する肉鰭類から、鰓を無くし肺呼吸を行い、鰭を足に変えて地上を移動できる両生類のイクチオステガが陸上に進出した。水中でも魚類の多様性が著しく拡大し、巨大な板皮魚ダンクルオステウスなどのほかに、クラドセラケなどの軟骨魚類や現在の魚の大部分を占める条鰭類の祖先が繁栄し始めた。
地上に進出した植物は維管束を発達させ、効果的に光合成を行える葉を作った。トリメロフィトン類（trimerophyte）はデボン紀の初期から中期に繁栄したが最大高さ3mに達した。その後現在の植物につながるヒカゲノカズラ類、トクサ類、シダ植物、原裸子植物（または前裸子植物）が生まれた。これらの植物は太陽の光を求めて高さを増し、デボン紀後期には原裸子植物のアルケオプテリス（Archaeopteris）は樹高20mに達した。原裸子植物は約5000万年後に絶滅するが、子孫として裸子植物を生み出しすべての種子植物の先祖となった。これらの樹木による森林は活発に光合成を行い、二酸化炭素を固定し酸素を放出した。この森林の中で昆虫類の多様化が進んだ。デボン紀後期の約3億7600万年前に、生物の大絶滅が起こった。この絶滅の原因はいまだに十分解明されていないが、海洋生物の科のレベルで22%、属のレベルで57%の生物が絶滅したとされる。

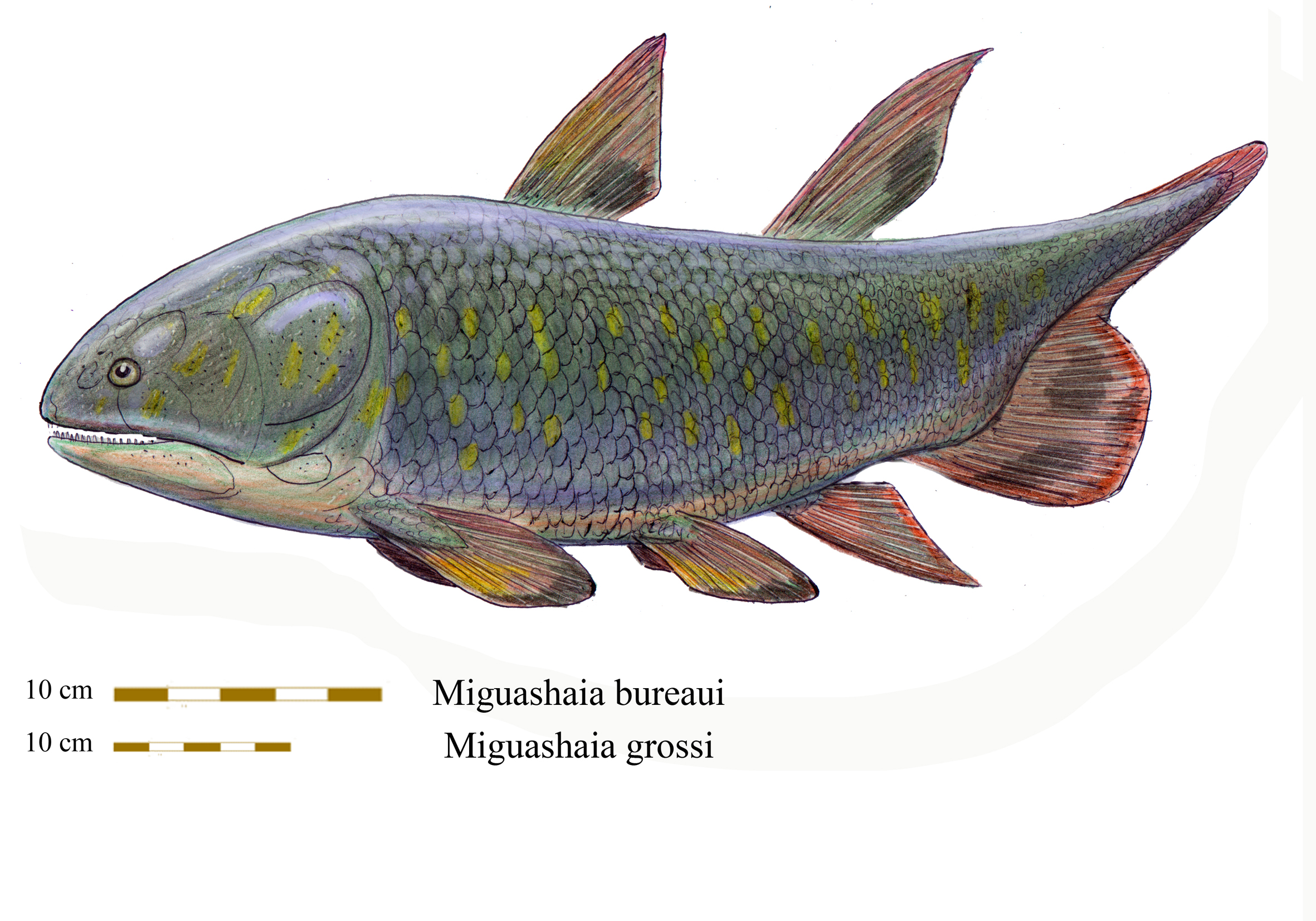
肉鰭類、シーラカンスの一種であるミグアサイア、陸上動物の四肢の元となった頑丈な胸鰭と腹鰭がわかる
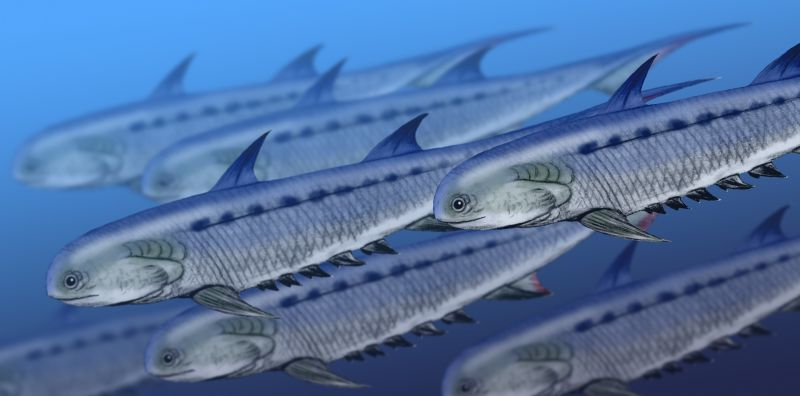
小型の棘魚類、クリマティウス
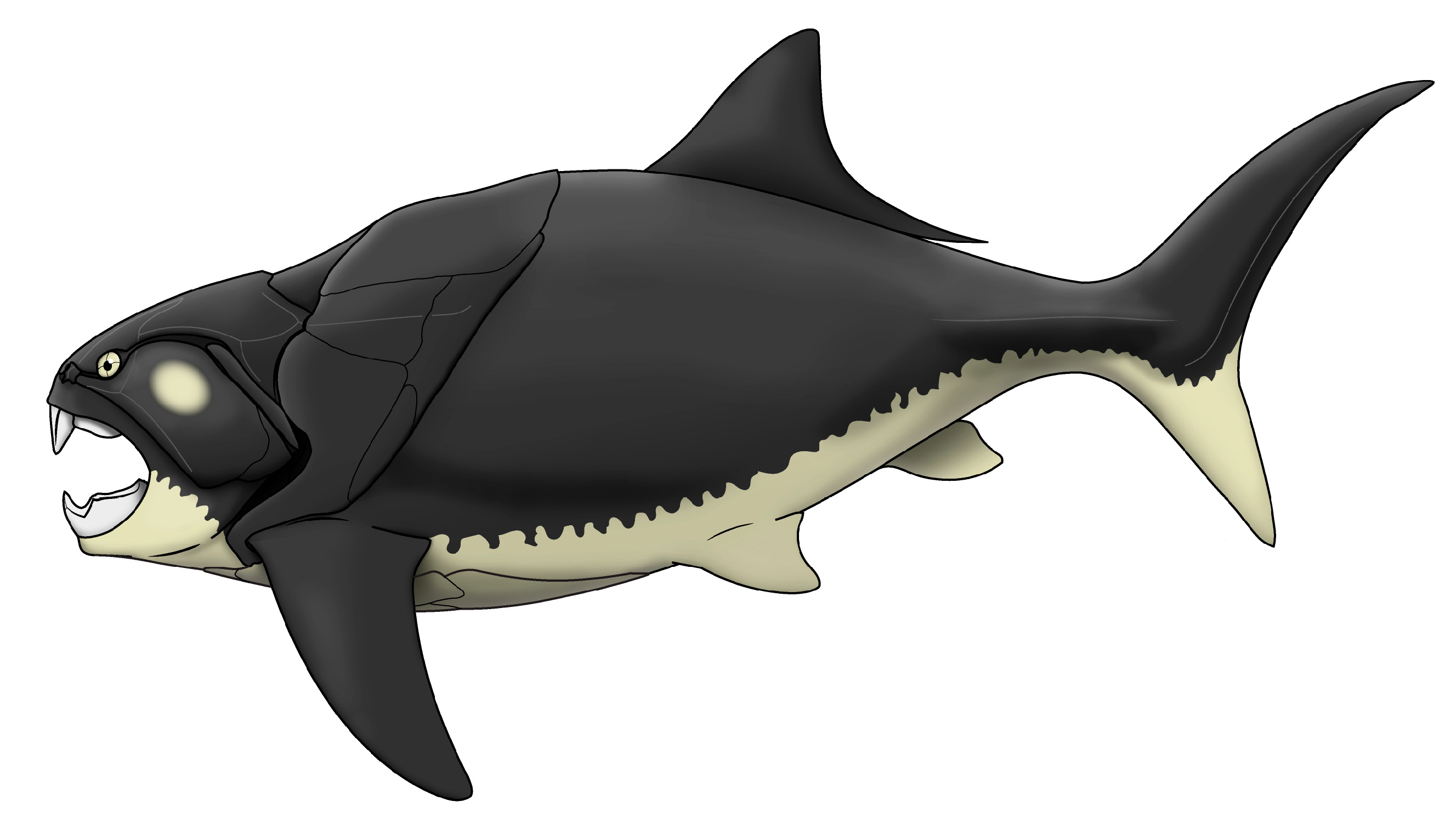
巨大な顎を持つ板皮魚ダンクルオステウス
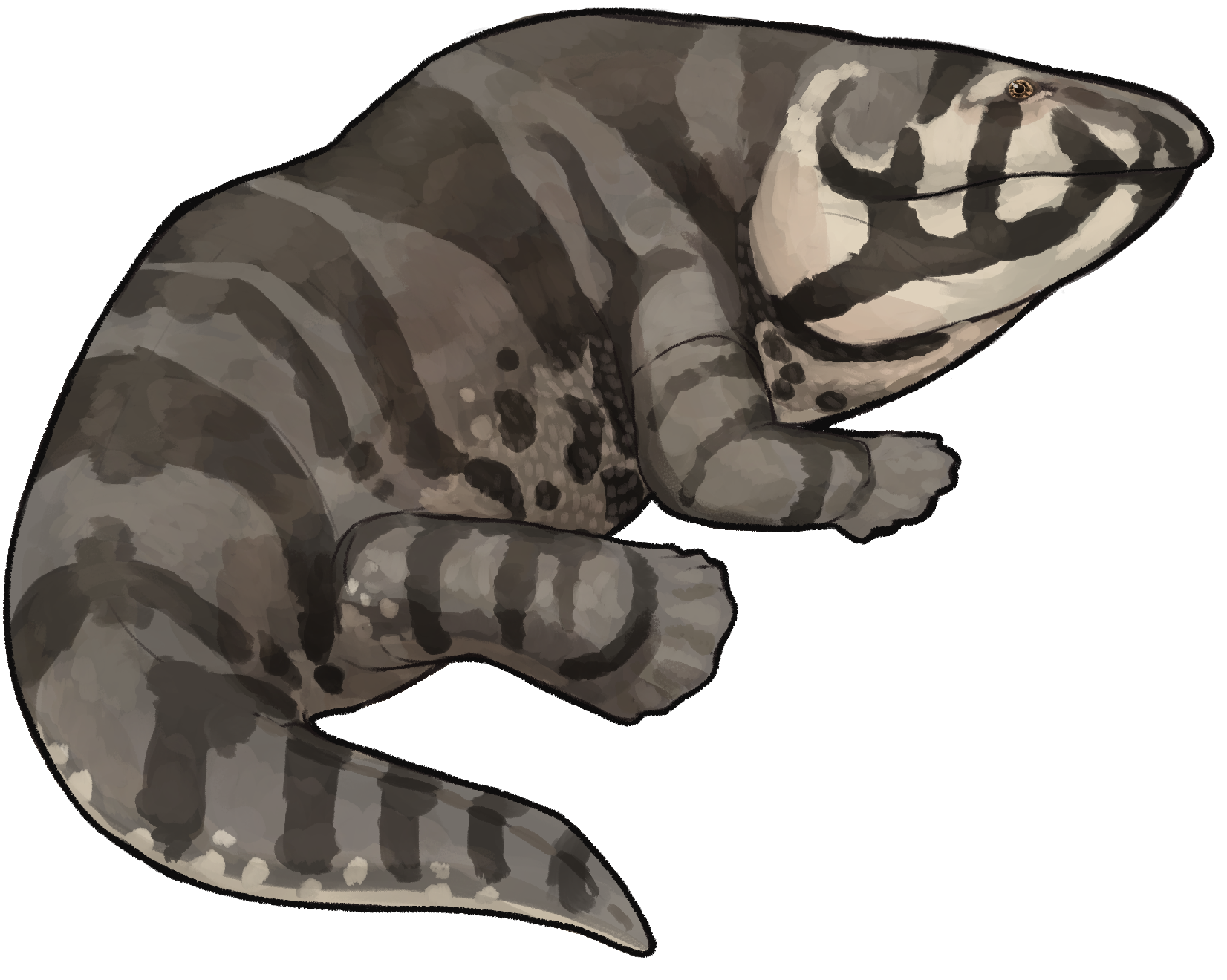
初期の四肢動物イクチオステガ

#### 石炭紀
石炭紀は約3億5920万年前から約2億9900年前までの期間である。気候が寒冷化してゆき、後期の約3億3300万年前には南半球のゴンドワナ大陸上に巨大な氷床が広がって、ゴンドワナ氷河時代が訪れた。
赤道から北半球にかけて存在したローラシア大陸の気候は温暖で沼沢地が多く、ここにシダ植物ロボクやリンボク (化石植物)の大森林が形成された。地上の植物は光合成により二酸化炭素を吸収固定するが、現在の地上では枯れて倒れると菌類やバクテリアや昆虫などによって効果的に分解・酸化され、大気から固定化された二酸化炭素はほとんどが大気中に戻る。しかし当時の森林は沼沢地に形成されたため枯れた木は水中に沈みほとんど分解されず、石炭紀には木材のリグニンを分解できる菌類が十分に進化しておらず、それが石炭の大鉱床となった。それまで大気中に比較的多く存在していた二酸化炭素は石炭となって大気中から取り除かれた結果、石炭紀後期の二酸化炭素濃度は現在とほとんど同じレベルまで低下した。大気中の二酸化炭素濃度の低下により温室効果が減った地球は寒冷化し氷河時代となった。また当時の酸素濃度は現在の約2倍あったと推定されている。森林の繁栄により大量の炭素が石炭として固定化された結果、石炭紀直後のペルム紀初期の大気中の酸素濃度は35%に達したといわれる（現代は21%）。
この高酸素濃度の影響で昆虫などの節足動物が巨大化し、石炭紀には翅開長70cmに達する巨大なオオトンボ目であるメガネウラや体長2.6mの巨大ヤスデアースロプレウラが生息していた。上記の巨大トンボのほかにもカゲロウ類等も羽を有して、石炭紀の空中を飛行していた。両生類は分椎目（デンドレルペトンなど）の繁栄が始まった。両生類は陸上動物といってもその卵と幼生は水中でしか生きられないので、生息場所は水辺からあまり遠くないところに限られるため完全な地上生物とは言い難い。完全に地上生活に適応した最初の生物である羊膜類（爬虫類および哺乳類の祖先）はこの時代に発生したが、陸上で卵を乾燥から守り保護する羊膜を有する「羊膜卵」を獲得して産卵のための河川・湖沼への帰還の問題を解消し、生息範囲を大陸内部に拡大した。
この時代の森林の優先種は石炭の原料となった鱗木（またはレピドデンドロン）などのヒカゲノカズラ類で、トクサ類のロボク（またはカラミテス,Calamites）なども高さ30mに達する大きな樹木となっていた。またデボン紀後期に進化した裸子植物が徐々に生息範囲を広げ、石炭紀の後期には裸子植物と木性シダ類が共存した大森林が形成された。この時代まで陸上脊椎動物は両生類のみであったが、過去も現在も両生類には植物食の種はいないため、主に昆虫類が植物を食べていた。
石炭紀は名前の通り石炭特に無煙炭が大量に採掘される地層に該当する。石炭紀以前の地層からは石炭は見つからないが、石炭紀以後の各年代の地層から石炭が採掘されている。

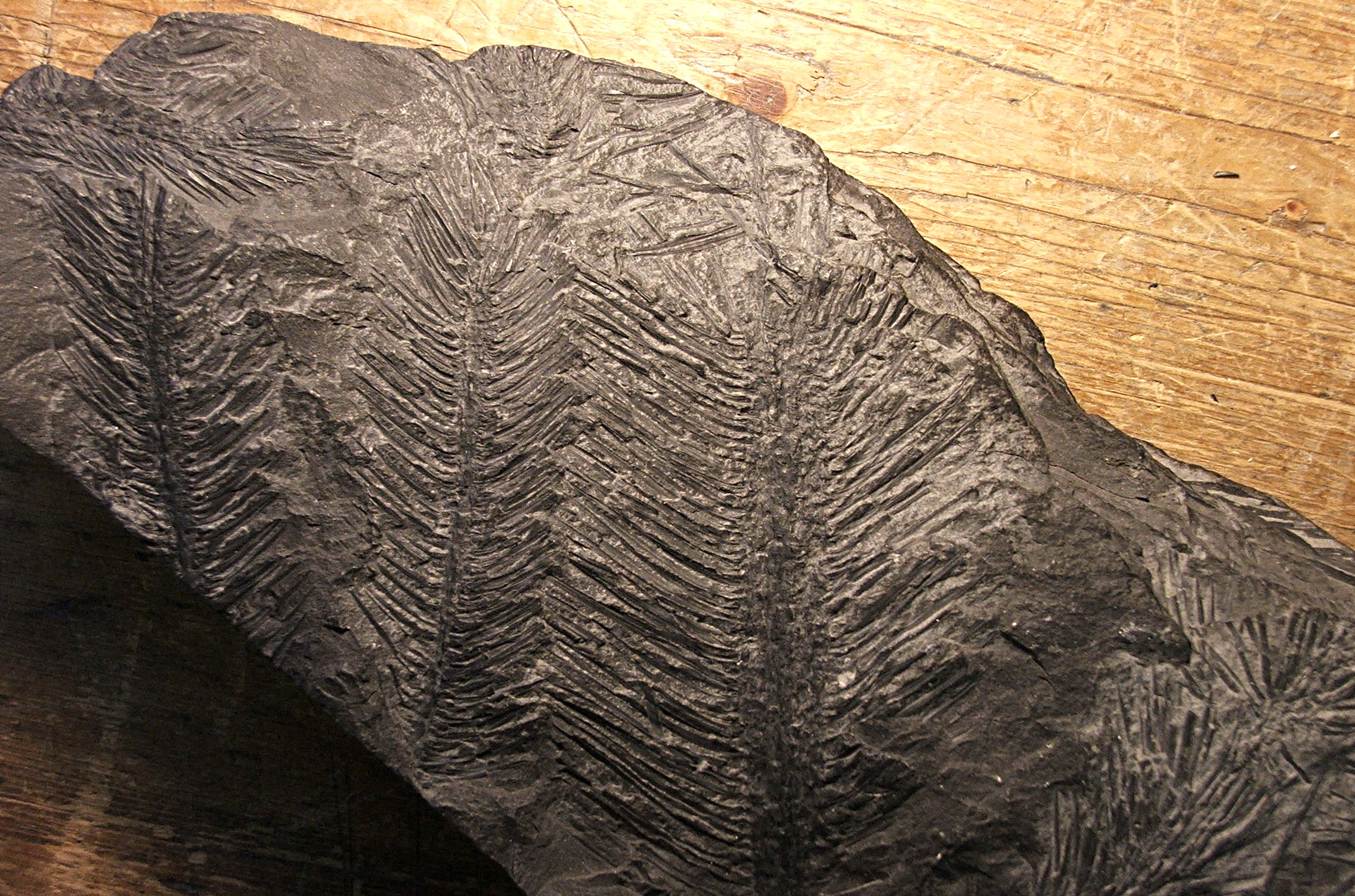
リンボク（レピドデンドロン）の化石
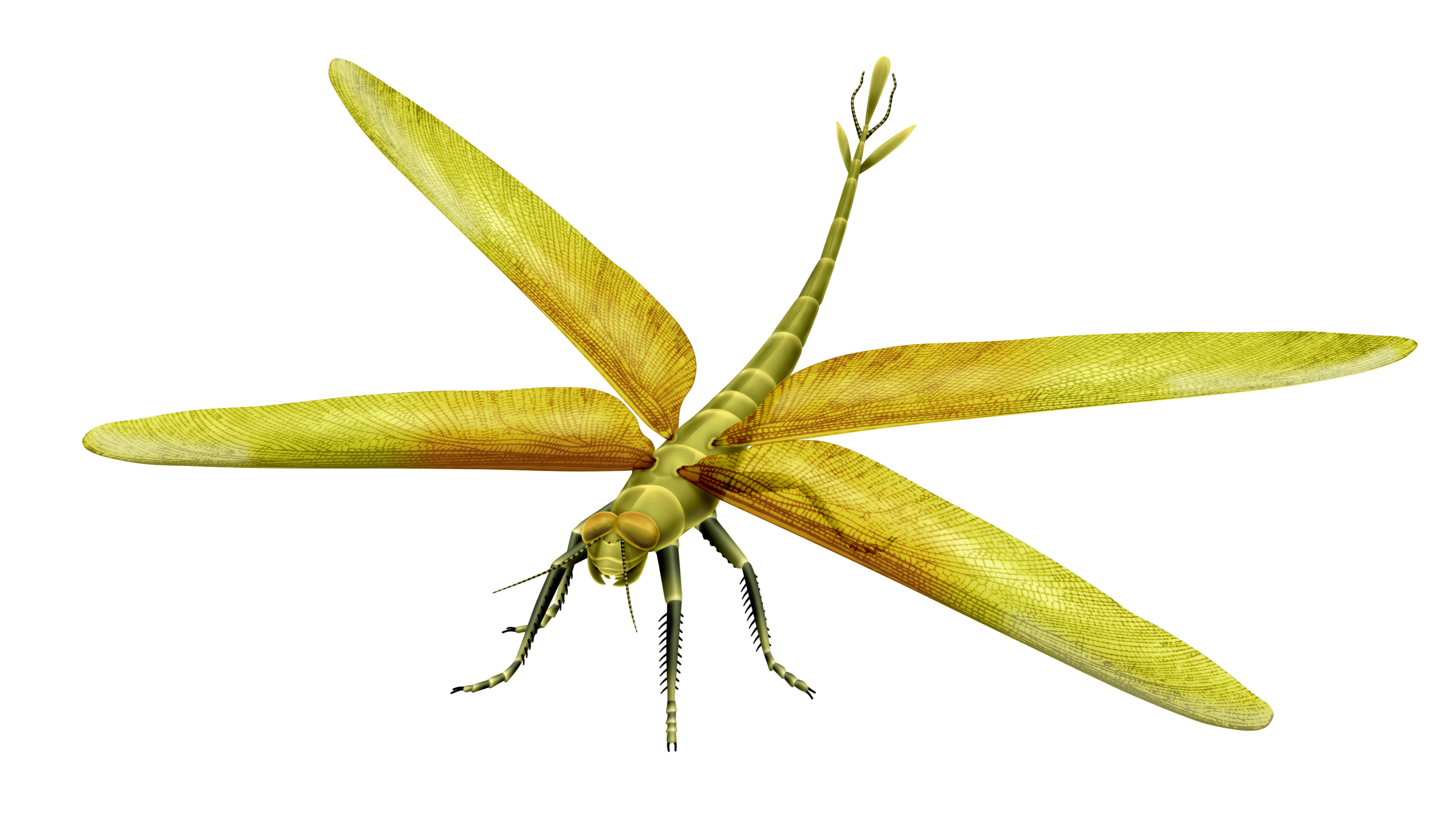
メガネウラの復元図
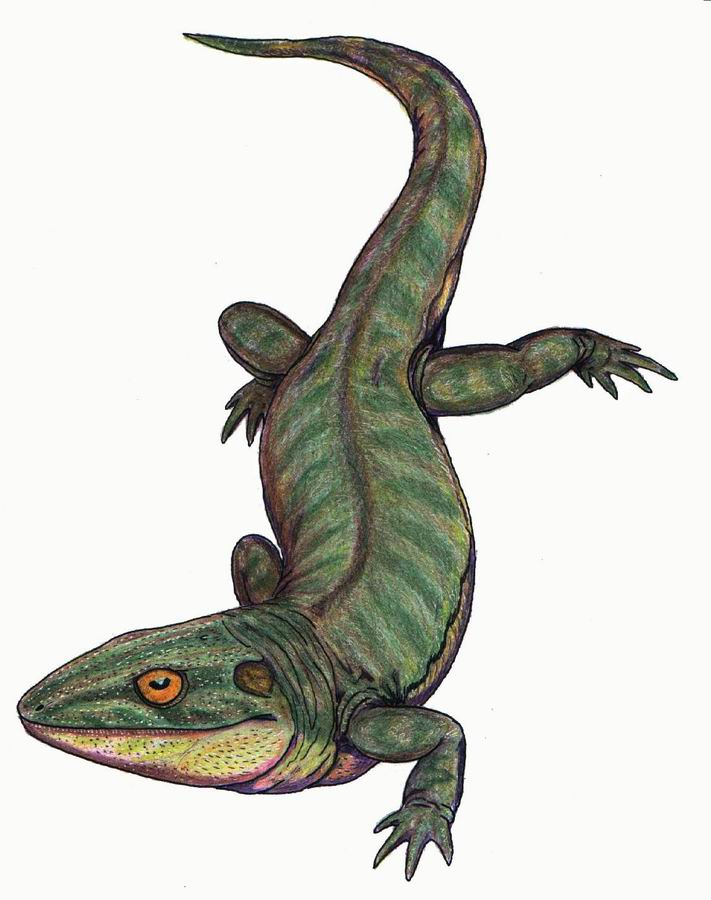
両生類、デンドレルペトン

#### ペルム紀
ペルム紀は約2億9900万年前から約2億5100万年前までの期間である。ほとんどすべての大陸が陸続きとなった超大陸パンゲアが出現した。気候は石炭紀に引き続き寒冷で南半球のゴンドワナ大陸には氷河も形成された。
陸上では石炭紀に引き続いて分椎類のエリオプスのような強力な両生類が繁栄したが、ペルム紀の終わりころになると相次いで姿を消していった。石炭紀の末に羊膜類から単弓類と竜弓類が生まれ、竜弓類は更に双弓類を生みだし、彼等は地上の各地へ適応放散していった。単弓類は過去には『哺乳類型爬虫類』とも呼ばれていたが、ペルム紀後期には体長4mを超える種も現れ、ゴンドワナ大陸の各地に生息して両生類を凌駕するようになった。この仲間から三畳紀に哺乳類が派生してくる。双弓類は次の中生代に繁栄する恐竜や翼竜・魚竜・長頚竜の他に、現在の鳥類・ヘビ・トカゲ・ワニ・カメなど広い範囲の生物に発展するが、ペルム紀ではあまり目立たない存在であった。陸上では石炭紀のシダ植物類に代わって裸子植物が優先種となった。羊膜類の中から初めて植物を食べる、すなわち消化器官中にセルロースを分解する微生物と共生する体制を持った陸上脊椎動物が生まれた。一方、当時の植物食の昆虫類の食べ物は胞子や花粉または発酵して変質した植物体で、枝についた葉を直接食べる昆虫の存在は確認されていない。ペルム紀以降は、リグニンの分解能を獲得した菌類（白色腐朽菌）の出現により木材が分解されるようになり石炭紀が終焉を迎える理由となり、菌類による木材の分解と酸素の消費によりジュラ紀後期まで酸素濃度が長期的に低下することとなった。

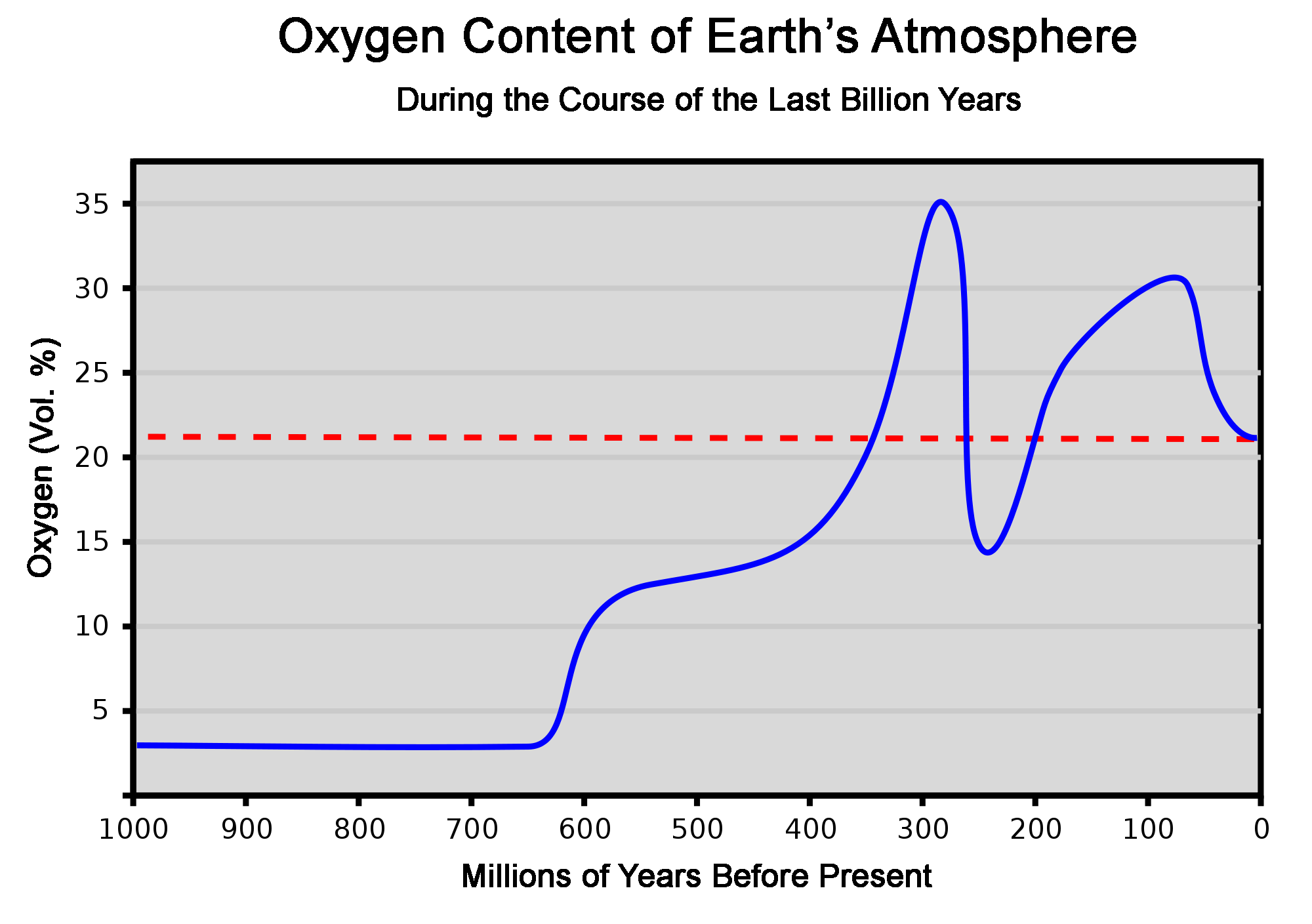
過去10億年の大気中の酸素濃度の変化

ペルム紀の末の約2億5000万年前に史上最大規模の生物大量絶滅事件が起こった。海中ではフズリナや古代サンゴの四放サンゴ、三葉虫など当時の海生無脊椎動物の種の96%が絶滅、陸上動物も種の70%が絶滅したとされる。絶滅は約2億6000万年前と約2億5000万年前の2回発生したが、1回目の絶滅事件の原因は急激な寒冷化とそれによって生起した氷床の発達と海水準の大幅な低下およびその後の上昇によると想定されている。生物界がこの痛手から立ち直りつつあった時に2回目の破局的な絶滅事件が起こった。1回目の絶滅事件については現在の中国の峨眉山で起きた噴火との相関性が、2回目の絶滅事件の原因については同時期に発生したシベリア洪水玄武岩との相関性が議論されている。

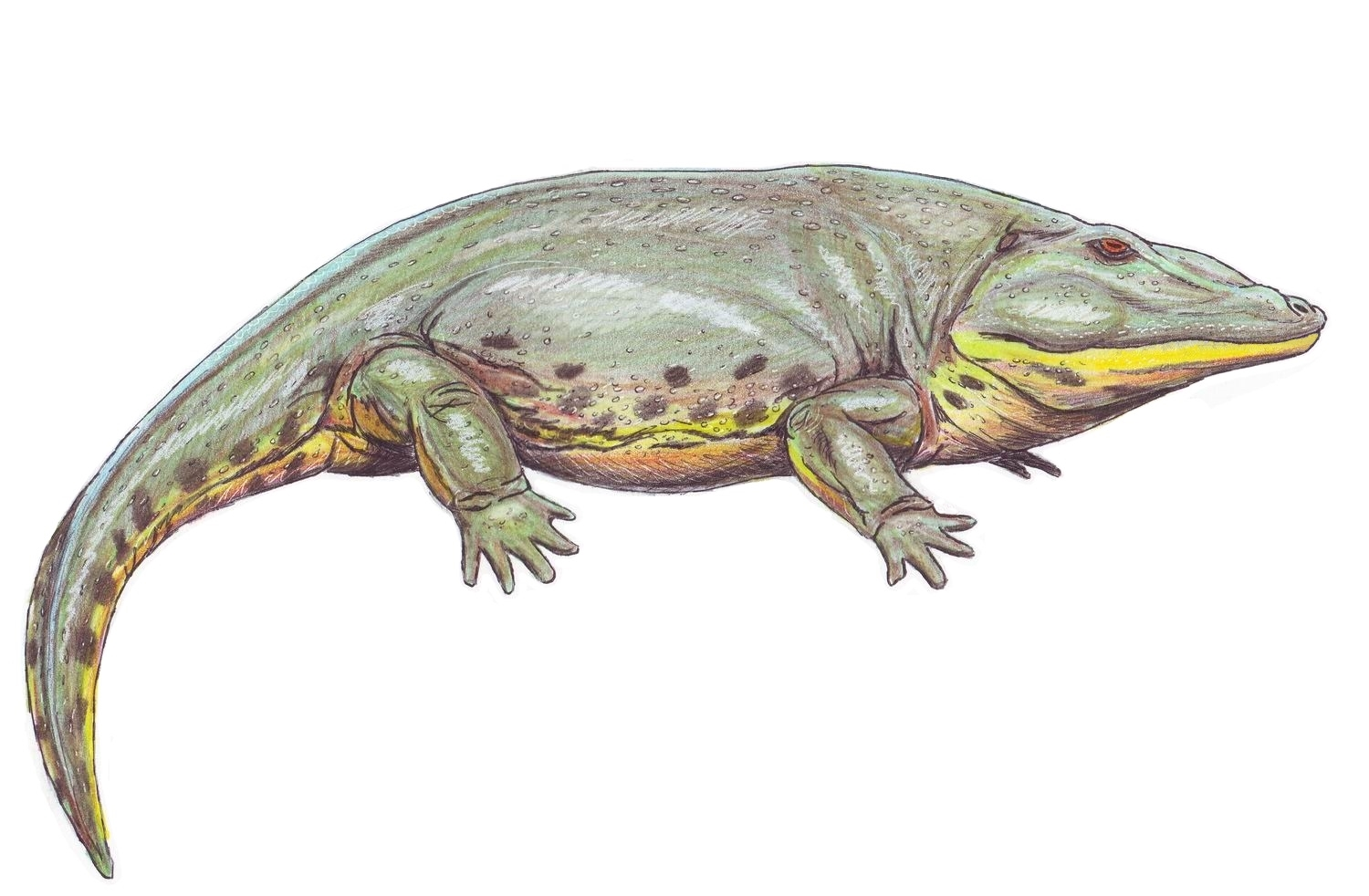
体長2mの肉食両生類エリオプス ワニのような顎と歯を有するラキトム類
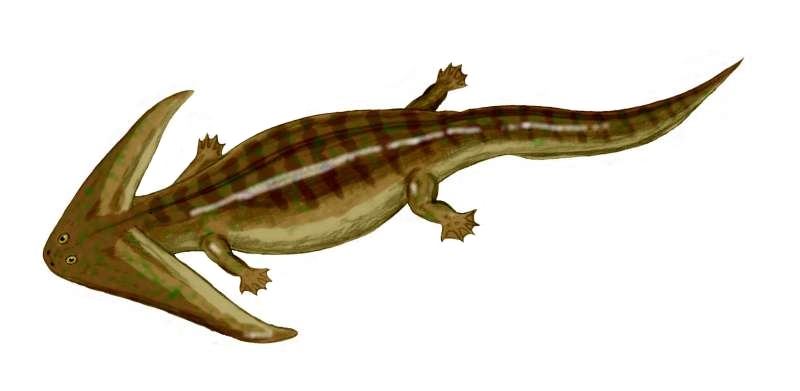
横に広がった頭骨を持つ両生類ディプロカウルス 体長約1m、成長後も水中で生活した
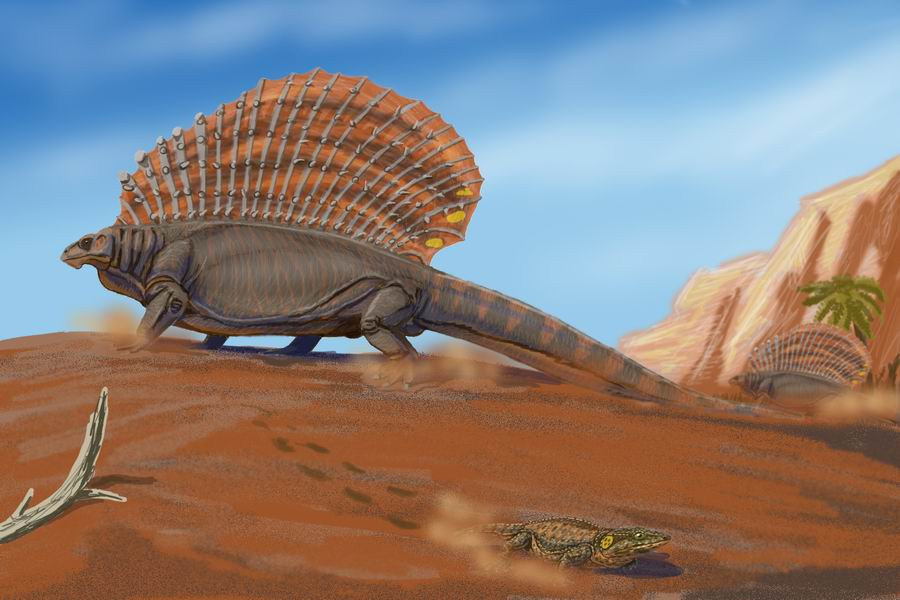
羊膜類の単弓類に属する植物食のエダフォサウルス 体長3m
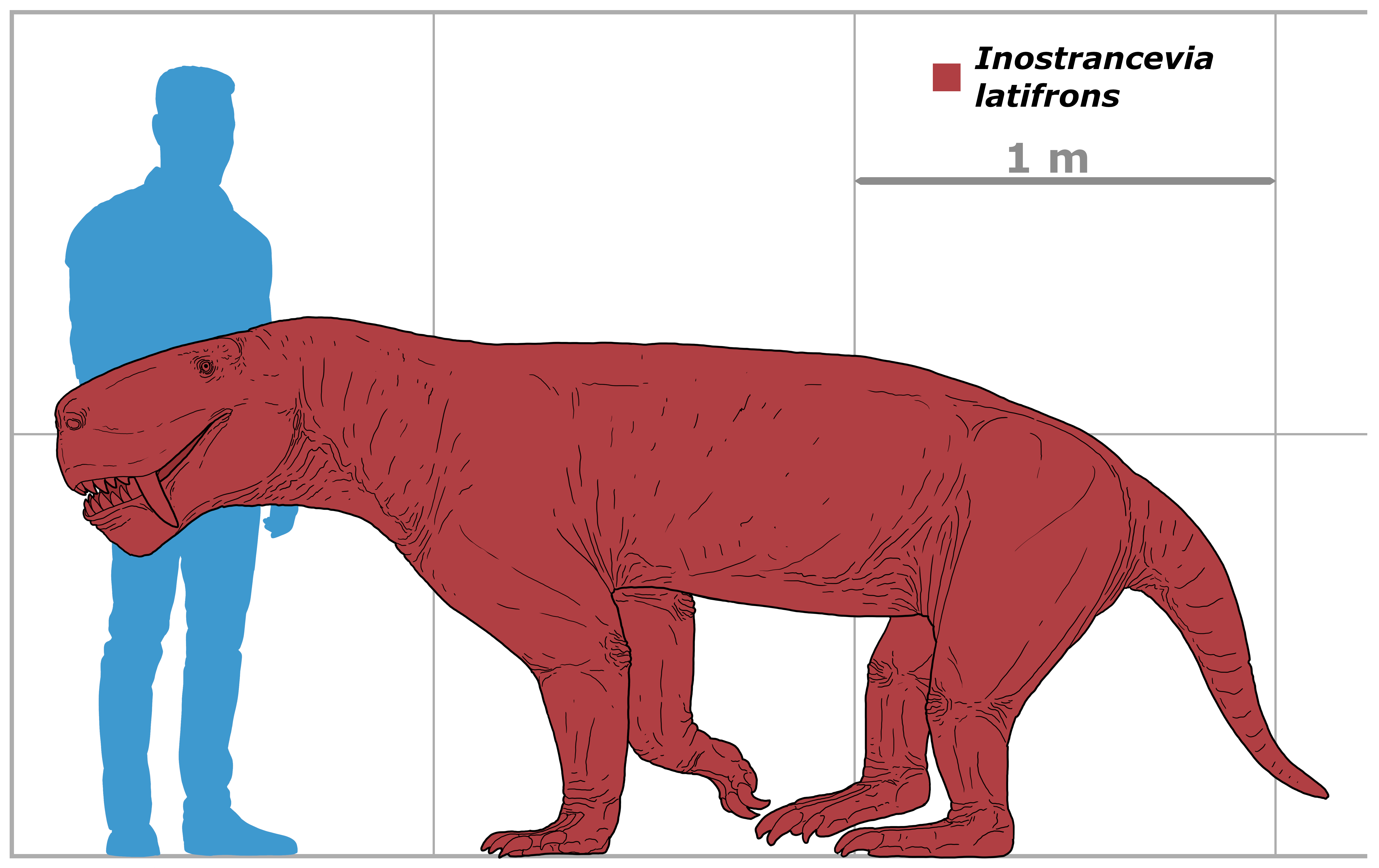
肉食の単弓類ゴルゴノプス亜目のイノストランケビア
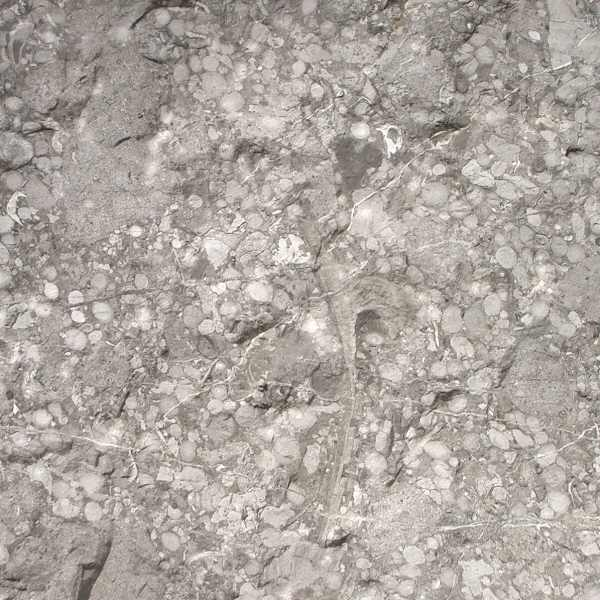
古生代の海中で栄えP-T境界で絶滅したフズリナ

#### 三畳紀
三畳紀は約2億5190万年前から約2億130万年前までの期間である。中生代の始まりであり、地球の気候は温暖化に向かう。生物界ではペルム紀末の大量絶滅事件の影響は非常に大きく、生物多様性の回復まで約1000万年が必要であった。地上の森林が壊滅した結果、全世界において前期の石炭層は皆無であり、中期にようやく石炭の生成が始まり、後期に石炭の厚い地層が復旧する。また浅海ではほとんどの生物が死滅してしまったため多様性が著しく減少し、二枚貝のクラライアのみによって形成された礁や、原生代と同様なシアノバクテリアによるストロマトライトの形成が世界各地で確認されている。
後期になると生物多様性は回復し、単弓類から ほとんど現在の哺乳類に近い外形を有したキノグナトゥスなどが現れ繁栄したが、この系統は三畳紀末に絶滅した。初期の哺乳形類として、三畳紀末に現れた体長12cmのエオゾストロドンなどが挙げられる。単弓類は4足歩行を堅持したが、双弓類の中の一群主竜類からは直立2足歩行を行うものが現れた。アルゼンチンの三畳紀末の地層から見つかったエオラプトルはスマートな体型で後肢による2足歩行を実現し、世界最古の恐竜の一つと考えられている。恐竜は次のジュラ紀と白亜紀で大繁栄する。双弓類の中では 狭義の恐竜（竜盤類と鳥盤類）以外に、恐竜と同じく主竜類に属するワニ、ムカシトカゲなどの鱗竜類（トカゲを含む一群）、カメなどがペルム紀から三畳紀にかけて分化、発展していった。恐竜の姉妹群といえる翼竜は小型のエウディモルフォドン などが三畳紀末の空を飛び始めた。海に進出した爬虫類である魚竜は完全に海に適応したスタイルを有し、全長15mに達するショニサウルスが三畳紀末に現れた。後期三畳紀においては特にワニに近いグループの主竜類（クルロタルシ類）が繁栄を極めた。三畳紀の両生類はゲロトラックスのように陸上の生活を捨て水中生活に戻った種が多かった。
P-T境界のあと三畳紀の前期から中期にかけて、地上はシダ植物が優勢であった。後期三畳紀には裸子植物が主体となりグロッソプテリス・ソテツ・イチョウなどが繁栄した。三畳紀の終わり約1億9900万年前に大量絶滅事件が起こり、海洋生物の科のうち22%、脊椎動物の科の12%が絶滅した。この事件の原因として超大陸パンゲアの分裂開始の際の大規模な火山活動である中央大西洋マグマ区の活動との関連が検討されている。

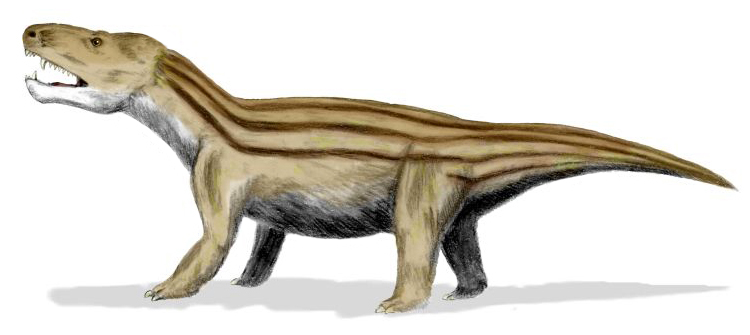
肉食の単弓類キノグナトゥス 全長1.5m、体毛があったと考えられている
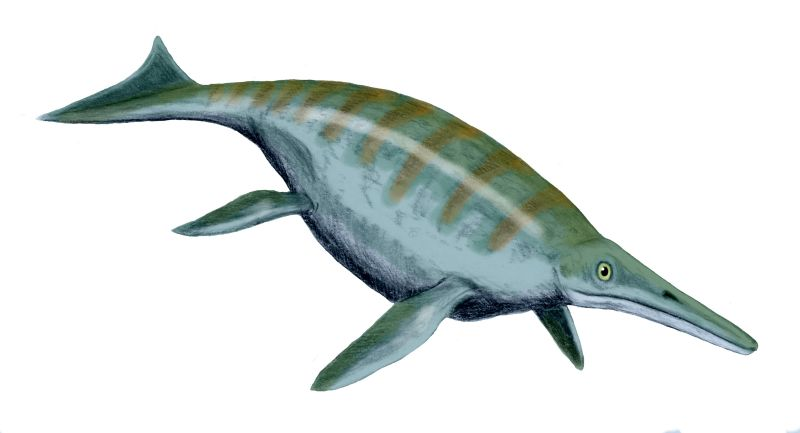
三畳紀後期に現れた魚竜ショニサウルス イルカのような体型で体長15mもあった。
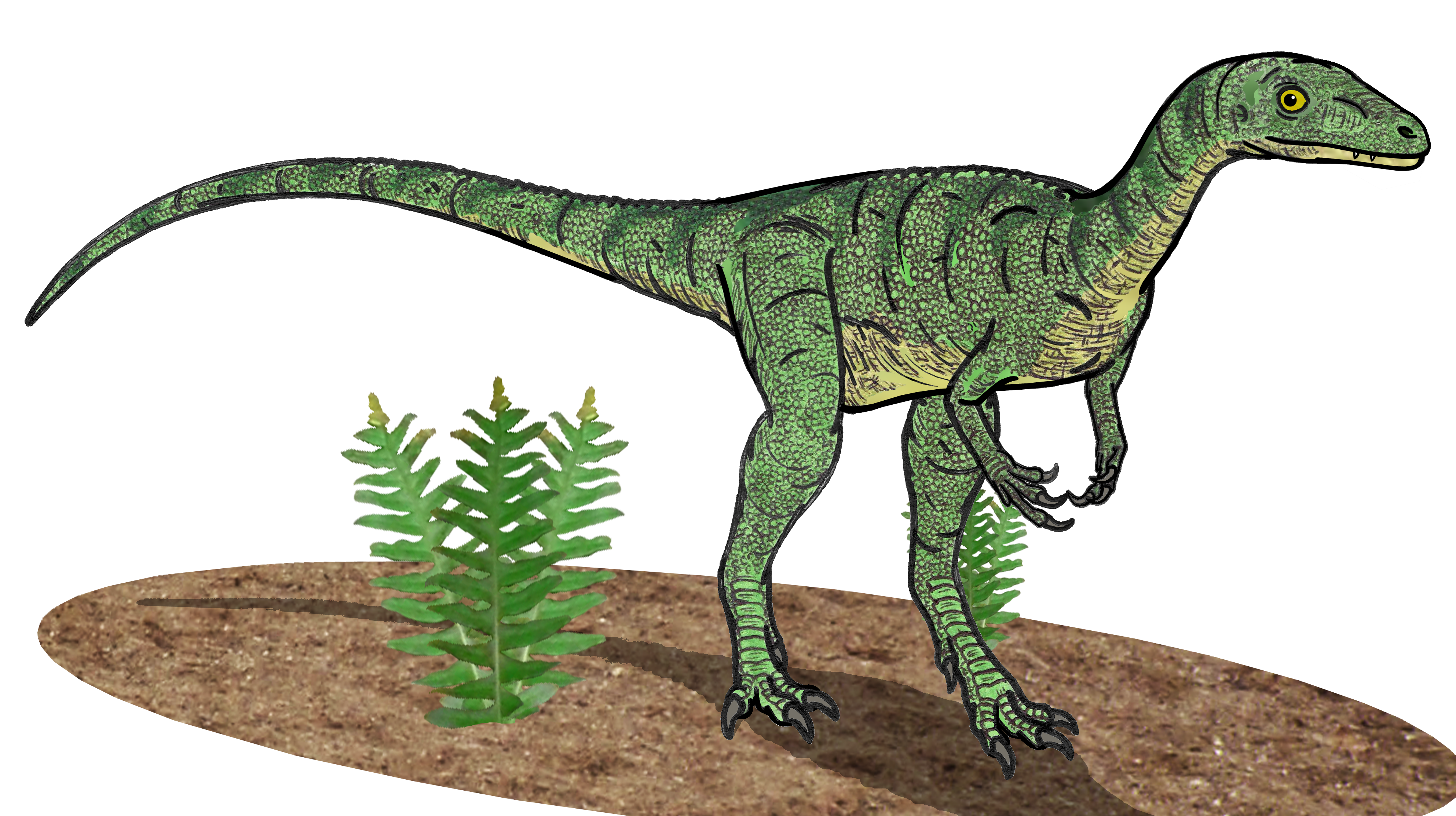
最初期の恐竜エオラプトル 体長1m
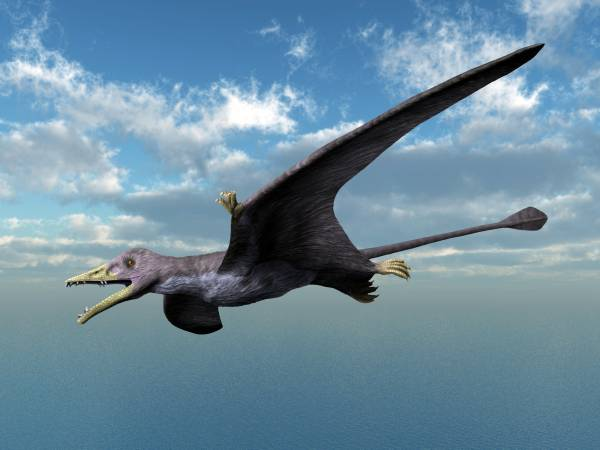
最古の翼竜エウディモルフォドン 翼長90cm

#### ジュラ紀
ジュラ紀は約2億130万年前から1億4550万年前までの期間である。パンゲア大陸の分裂に際し非常に活発な火山活動がおこり、大気中に大量の二酸化炭素が供給され、温室効果が高まった。その結果気候は現在よりも温暖で、平均気温は現在よりも10℃以上高かったが、乾季と雨季がはっきり分かれる気候であった。
恐竜は大型化し、南極大陸を含む全世界の陸地に広がった。竜盤類の草食恐竜竜脚類は南アフリカのジュラ紀前の地層から発見された全長6.5mのブルカノドンが最初であるが、次第に大型化し、北米のモリソン層から全長33mのディプロドクス（旧セイスモサウルス）など竜脚類4科9属、タンザニアのテンダクル層から全長25mのギラファティタンなど数種、中国の四川省で全長20mのオメイサウルスなどが見つかっている。竜盤類の肉食恐竜獣脚類は、ジュラ紀前期の北米と中国の地層から発見されたディロフォサウルスは全長6mであったが、ジュラ紀後期のアロサウルス（北米とタンザニア）は全長11mに達した。また南極から獣脚類クリオロフォサウルスの頭骨が発掘されている（全長推定6m）。鳥盤類では剣竜類が多く見つかっているが、北米産のステゴサウルスは全長9mに達したが、剣竜類はジュラ紀末には多様性を大幅に減らした。ジュラ紀には原始的な鱗竜類から進化した現在のトカゲやヤモリの仲間（有鱗類）が双弓類に加わった。
鳥類は、ジュラ紀に竜盤類の小型の獣脚類から分かれたと考えられている。有名な始祖鳥はドイツのジュラ紀の地層から発見されたが、恐竜とよく似た骨格に現在の鳥類と同じ構造の羽毛を有していた。始祖鳥の化石は羽毛を有していたがために鳥類の祖先または祖先に近い種類とみなされてきたが、1990年以降中国遼寧省から見つかった白亜紀のミクロラプトルなど、鳥類と系統的に近い多数の恐竜の化石からも「羽毛」が見つかっている。現在では「羽毛」は鳥類のみではなく獣脚類にかなり広くみられたとされている。三畳紀に生まれた翼竜は徐々に大型化しランフォリンクス類は翼長1mを超える種もあった。
ジュラ紀の植物は三畳紀に引き続いてシダ植物や裸子植物が主体であり、被子植物の存在は確認されておらず、現生哺乳類の主要食物である草本類も無かった。
海洋では軟体動物のアンモナイトや魚類の条鰭類が大繁殖し、魚を食料とする魚竜や長頚竜（首長竜とも呼ばれる水棲爬虫類。鱗竜類に近い一群）が繁栄した。
ペルム紀以降は、リグニンの分解能を獲得した菌類による木材の分解により酸素濃度は低下しジュラ紀後期の2億年前には酸素濃度は12%まで低下した。恐竜、鳥類の採用した気嚢は、横隔膜方式よりも効率的に酸素を摂取できる機能があり、低酸素下でもその機能を維持し繁栄することができた。競合する哺乳類型爬虫類（単弓類）は低酸素下でその種の大部分が絶滅することとなった。哺乳類はいくつかの系統に分かれて進化していたが、最大でも現在のネコ程度、ほとんどがネズミほどの大きさであった。

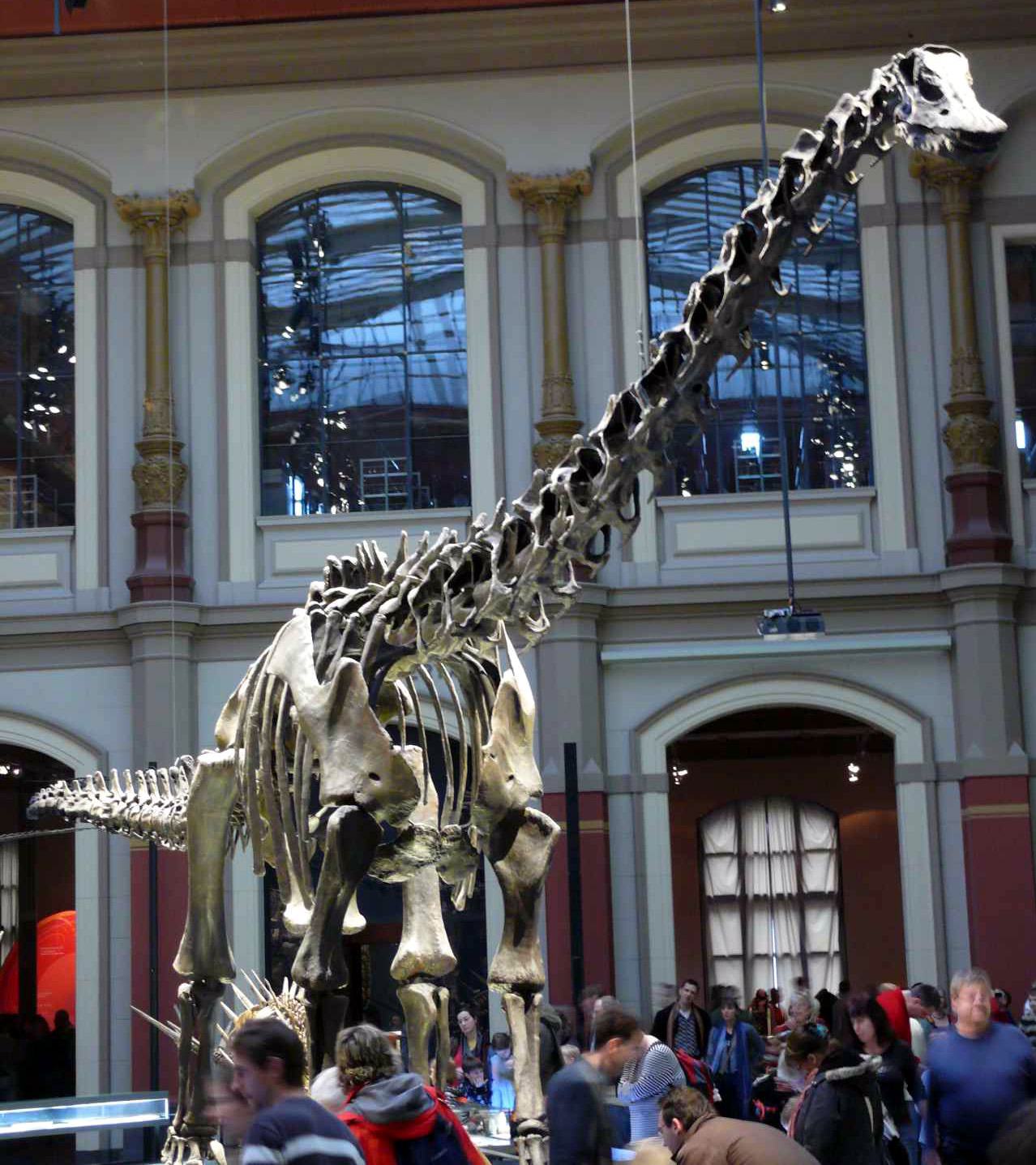
竜脚類ディプロドクス 全長27m
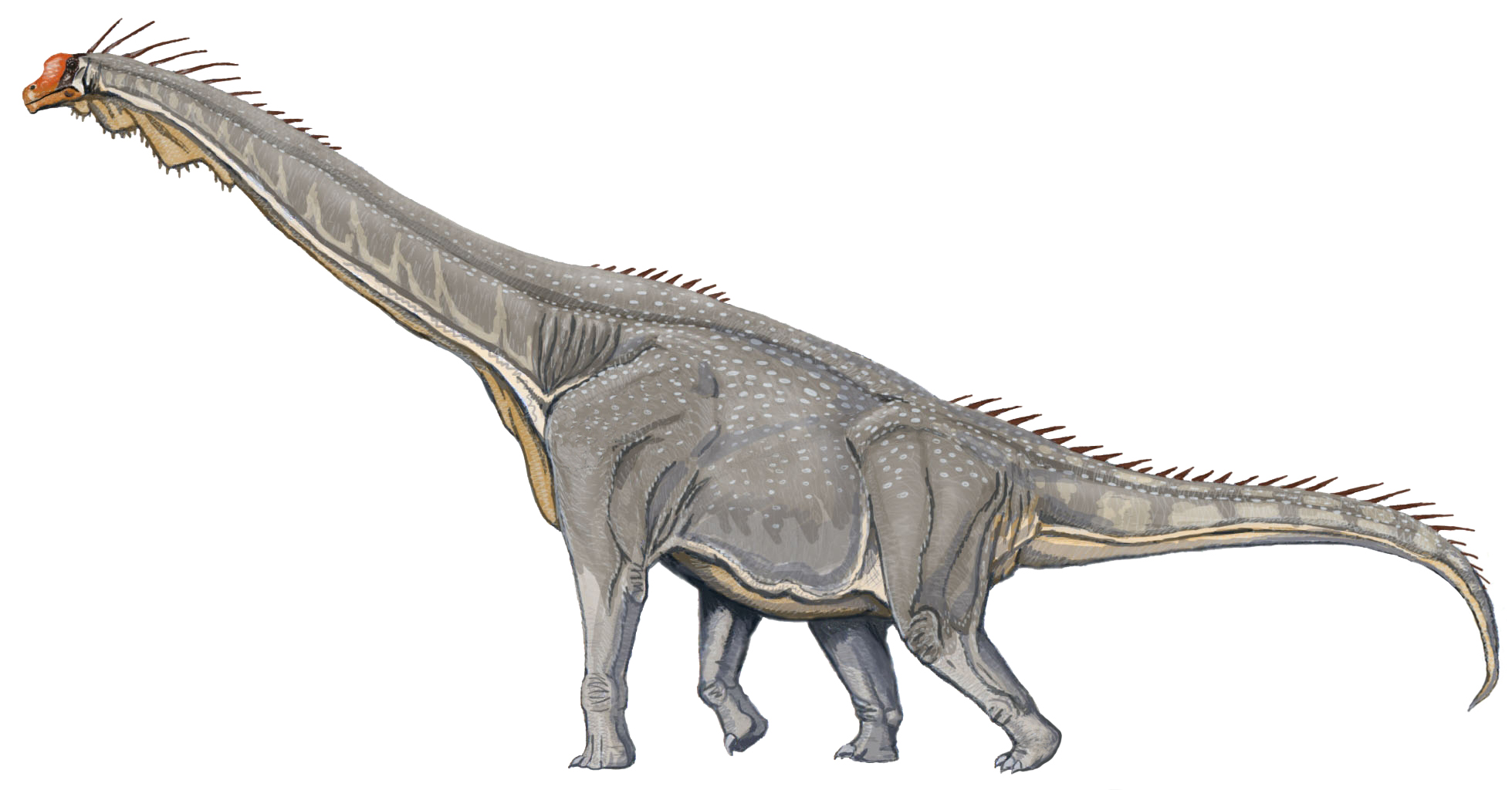
竜脚類ブラキオサウルス 全長25m、恐竜にしては珍しく前足が長い
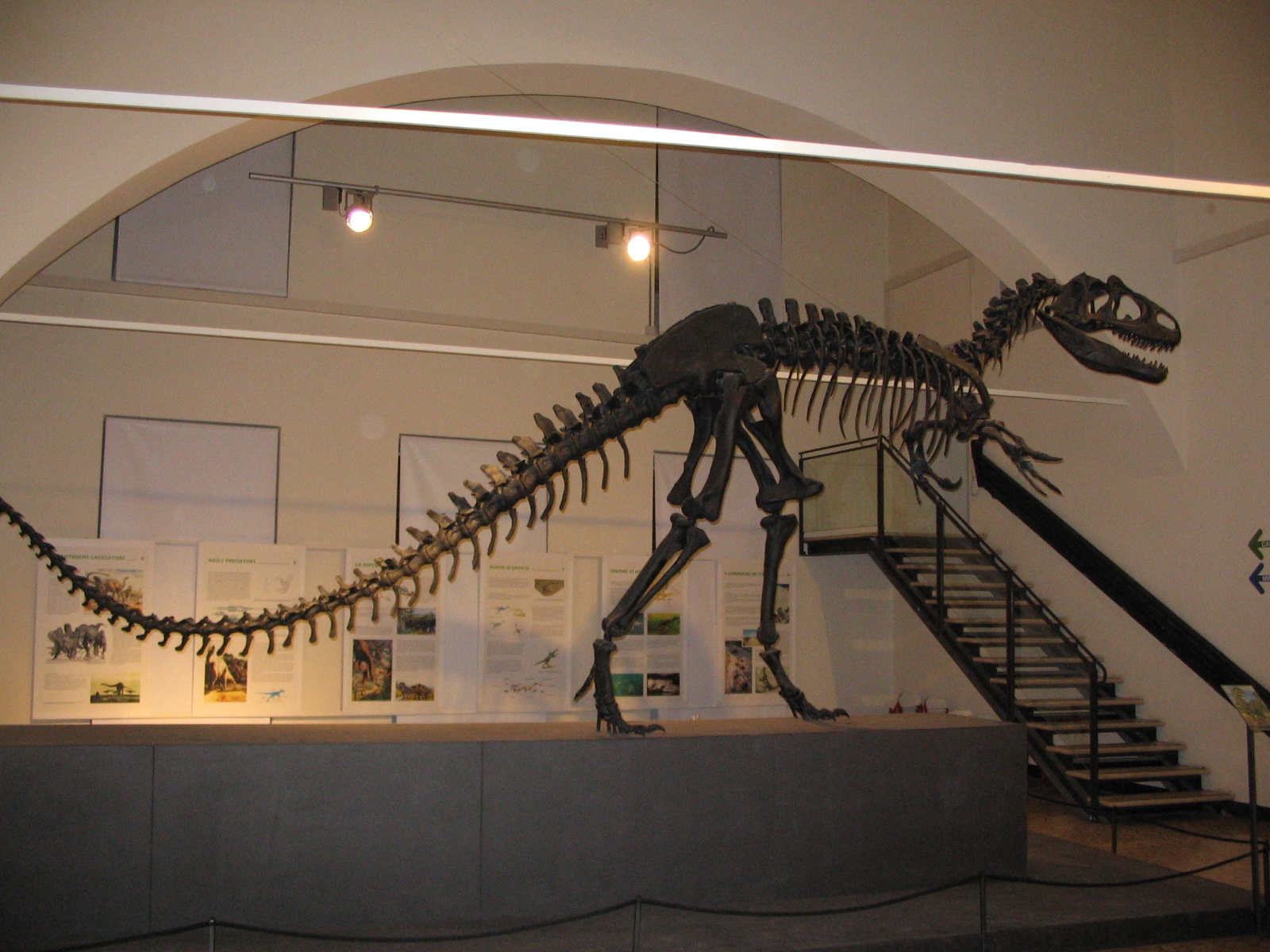
肉食獣脚類アロサウルス 全長11m
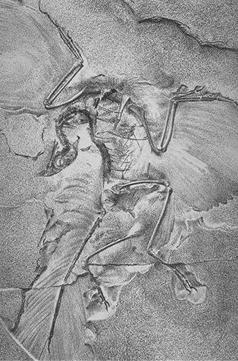
始祖鳥のベルリン標本
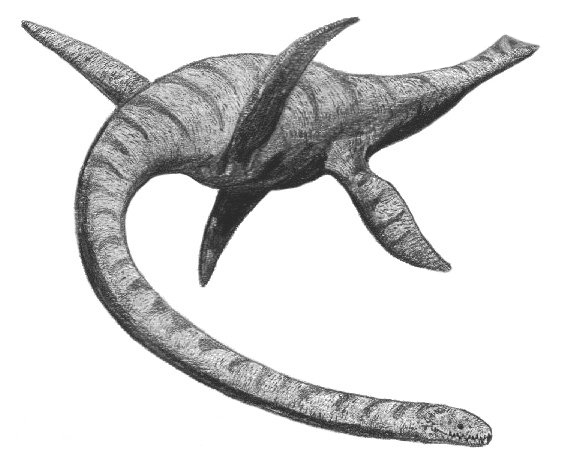
首長竜類プレシオサウルス

#### 白亜紀
白亜紀は約1億4500万年前から約6600万年前までの期間である。上記「オントンジャワ海台」のようにマントル深部からの火山活動が非常に活発であり、ジュラ紀に引き続き大量の二酸化炭素が大気中に供給された。ジュラ紀中期の大気中の二酸化炭素濃度は現在の数倍から10倍程度であった。その結果前期から中期はジュラ紀に引き続いて非常に温暖な気候（北半球の中緯度で現在よりも7-8℃高い） であった。更に中期の海洋深層水の温度も17℃と推定されており、現在の約2℃よりかなり高かった。氷床の無い温暖な気候下では海水準が上昇するが、更に活発なマントル活動による影響で海洋底の岩盤が厚くなった結果、海洋底の深さが通常より浅くなってしまい、海水準が約200m上昇した。これは世界的な海進となって陸地の平野面積を減少させた。しかし後期には気温は徐々に低下していった。
ジュラ紀中期までは、地続きであった北米とアフリカから同じ恐竜が見つかるなど陸上生物は比較的均一であったが、パンゲア大陸の分裂と海進によって陸地が分断されたため、白亜紀の陸上脊椎動物の多様性は著しく増加した。ジュラ紀に大いに繁栄した大型竜脚類は広い平原に適応した種であったが、白亜紀には大陸の分断と海進により平野面積が縮小した結果、全体的に見れば生息地が減って小型化し種の数も個体数も減少した（例アルゼンチン産アマルガサウルス全長9m）。肉食の獣脚類は大型のものと小型のものの両方が分化して行った。白亜紀後期には大型獣脚類の頂点に立つ有名なティラノサウルス全長12m が出現する。最近の研究では小型の竜脚類のオヴィラプトル類やドロマエオサウルス類は羽毛を有しておりほとんど鳥類に近い復元図が書かれている（下記ミクロラプトルの復元創造図参照）。ジュラ紀にはあまり目立たなかった鳥盤類が白亜紀になって勢力を広げた。いずれも植物食であるが、全長9mのイグアノドンやハドロサウルス類（全長8mから13m）が有名である。白亜紀の後期には鳥盤類の角竜類が台頭し、3本の角を有するトリケラトプス（全長9m）などが出現した。
鳥類は多様化が進み、ほぼ現在と同じ体型になって完全な飛行能力を得た。白亜紀の後期にはオウムやガンの仲間の化石が見つかっている。一部の鳥類は飛ぶことをやめ体を大きくし地上で2足歩行する現在のダチョウに近い生態をとったが、その例として白亜紀後期のパタゴニア産のPatagopteryx（体長70cm）などがいた。翼竜は巨大化し最大10mに達したケツァルコアトルスのような種もいて、鳥類と競い合っていた。
植物界では花を咲かせて実をつける被子植物が白亜紀に登場した。被子植物は白亜紀前期に生まれた後に徐々に勢力を広げて行き、白亜紀後期には陸上で優勢な植物となった。花を咲かせて昆虫に花粉を媒介させる被子植物の繁栄は、花粉を運んでくれる昆虫との共生と共進化をうながし、その結果現在のようなハチやチョウなどの昆虫の多様性が進んだ。
海洋ではアンモナイト類は白亜紀中期まで繁栄し科の数も23に達したが、後期に入ると急に減少してゆき白亜紀末には4科にまで減ってしまう。魚類の条鰭類のうち現在最も繁栄している真骨類の先祖はジュラ紀に現れたが、白亜紀には海洋や陸の河川・湖沼に生息地を広げていった。軟骨魚類では白亜紀中期に全長6mに達する大型のサメが現れた。後期にはアンモナイトを食料とする大型のトカゲモササウルス（全長10m）が出現し、長頚類も健在であったが、魚竜は白亜紀半ばまでにはオントンジャワ海台の形成等による海底火山活動の影響を受けて絶滅していた。
白亜紀中期には有機物が海底に大量に堆積する「海洋無酸素事件」が5回起こったといわれている。上記のように白亜紀には海水準が上昇し現在の陸地平野部分の広大な面積が浅海となるが、浅海は生物の生産性が高いので大量の生物が繁殖する。生物は死後海底に沈んで行くが、通常は沈降途中で微生物により分解され二酸化炭素に戻る。しかし白亜紀は海洋の水温も高く深層水も15℃程度あって溶存酸素量が少なく、海底では酸素が足りないため生物の死体が十分分解されずに残り、有機物を多量に含み無酸素状態を示す黒色泥岩が大量に堆積した。現在の石油資源のうち約60%が白亜紀に由来するが、これら海底に堆積した有機物が石油の起源になったとする説もある。
哺乳類は体は小さいままであったが引き続きさまざまに分化し数も増やした。有袋類の祖先もこの時代に出現した。白亜紀末期の北アメリカやモンゴルから見つかっている現生のトガリネズミに似た化石生物が現生哺乳類の大部分を占める真獣類の祖先とされている。
白亜紀末の約6500万年前（K-T境界）、恐竜・翼竜・長頚竜・モササウルス類・アンモナイト類が同時に絶滅した。この絶滅によって海洋生物の47%の属と16%の科が消滅したが、上記大型動物以外にいくつかの微化石グループも消滅している（ただし、アラモサウルスなどのごく一部の属はこれを生き残った可能性が示唆されている。）。この時中米のユカタン半島に直径約10kmの巨大隕石が落下したことが確認されており、またインド大陸で現在のデカン高原を形成する洪水玄武岩の噴火があった。これらの事件と大量絶滅との関連性が研究されている。

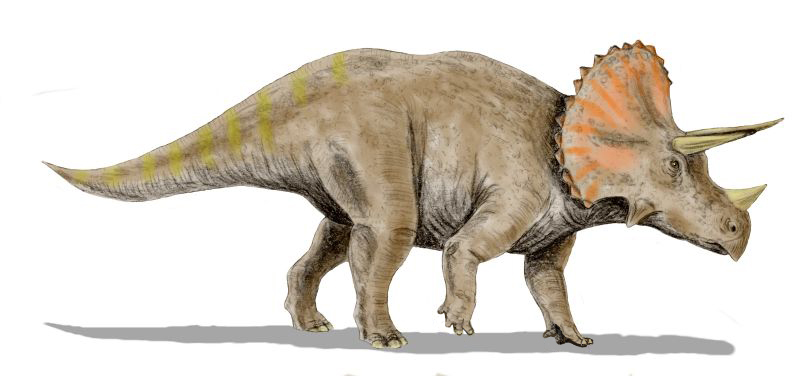
角竜の代表格トリケラトプス 全長9m
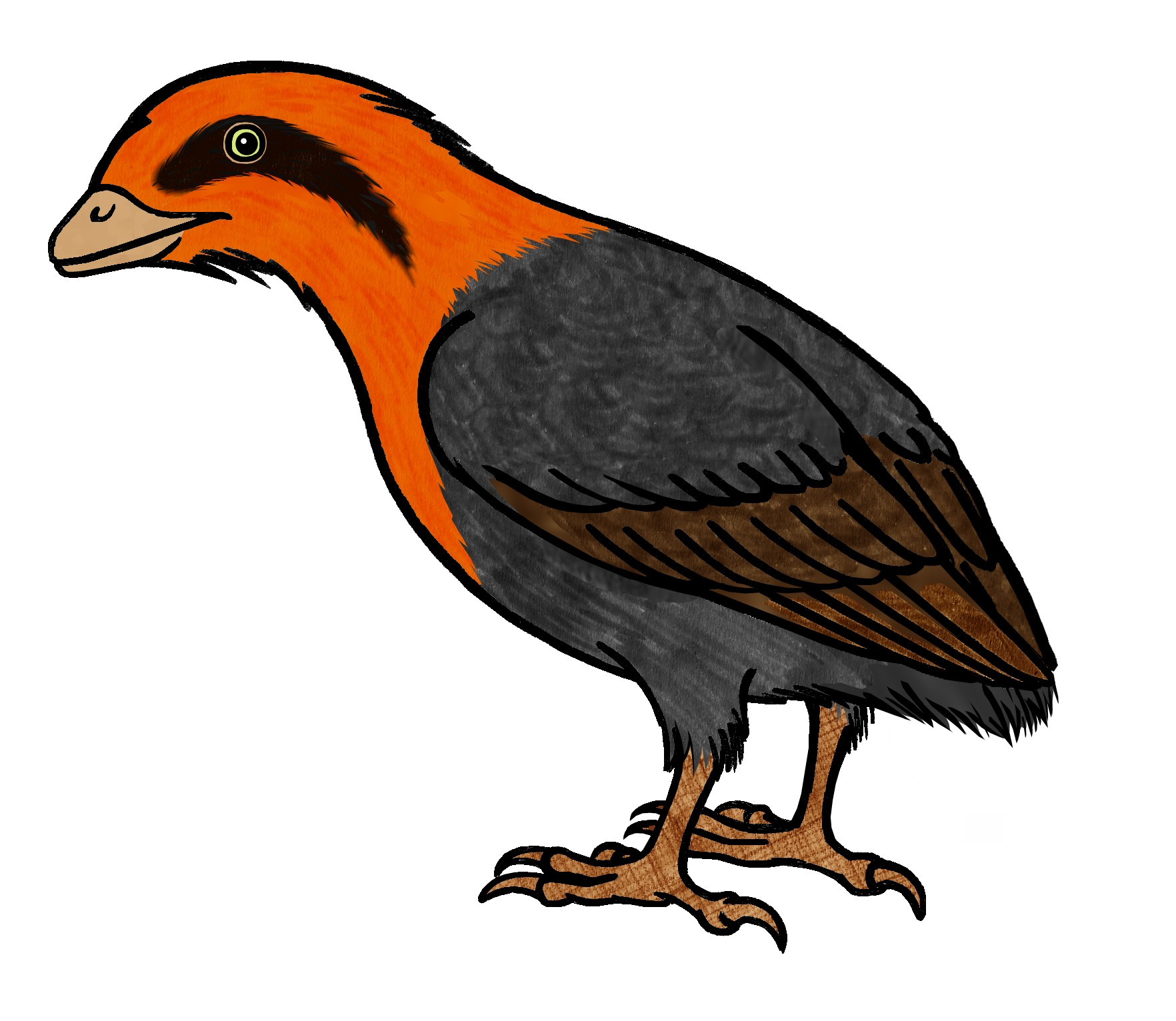
同じく白亜紀初期の中国で見つかった遼寧鳥（英語版） 竜骨を有し鳥の直系の祖先と考えられている[113]。
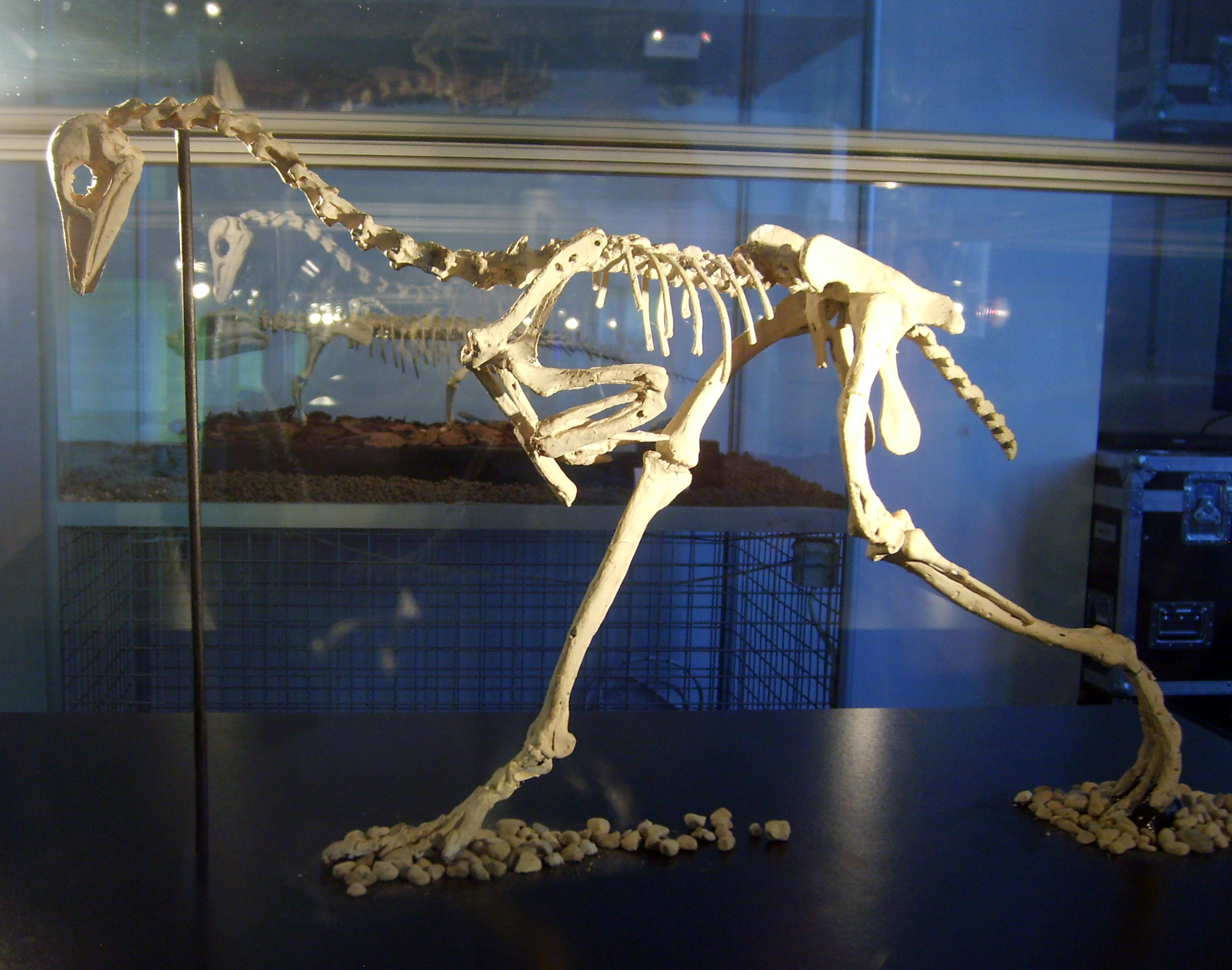
白亜紀後期の鳥類Patagopteryx、体長70cmで2足歩行し羽は退化していた。
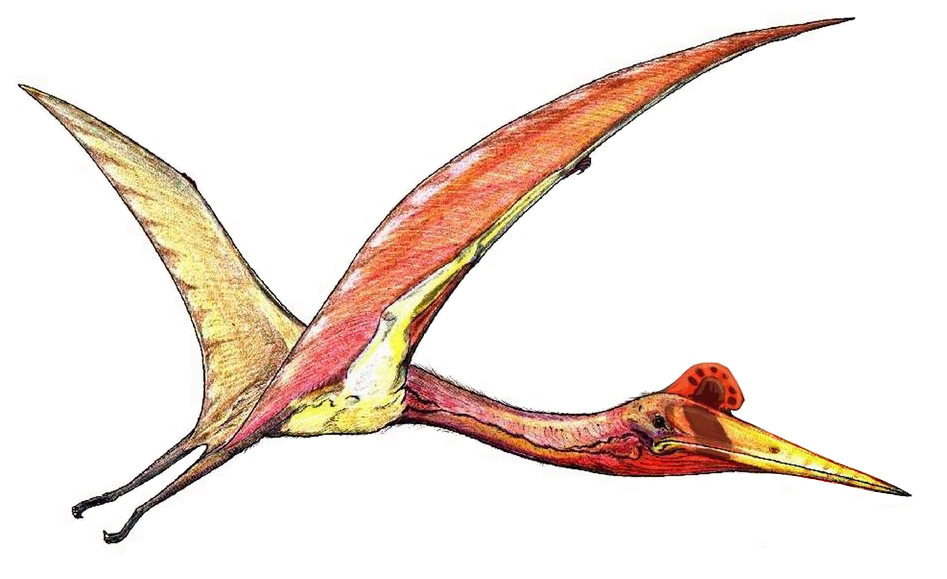
史上最大級の飛翔生物ケツァルコアトルス 翼開長10m
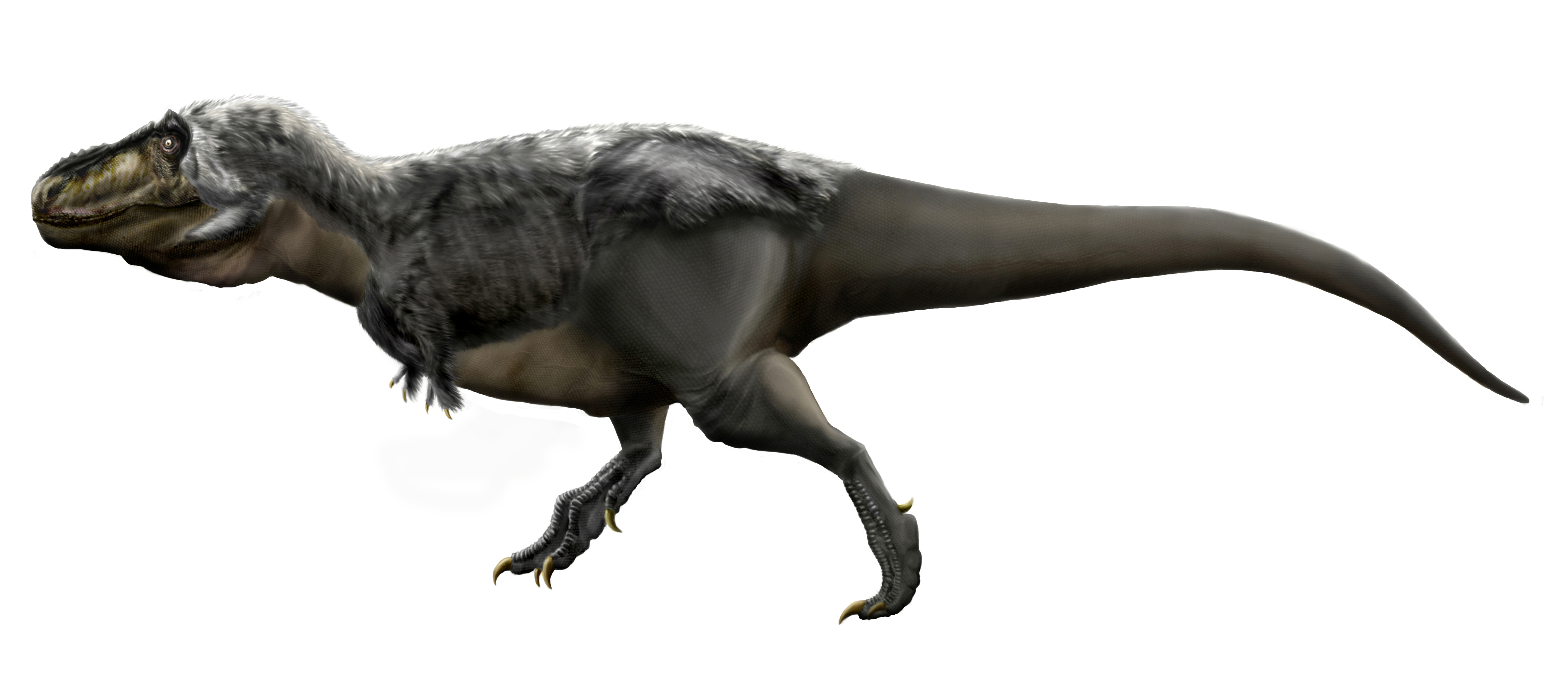
大型の肉食恐竜ティラノサウルス
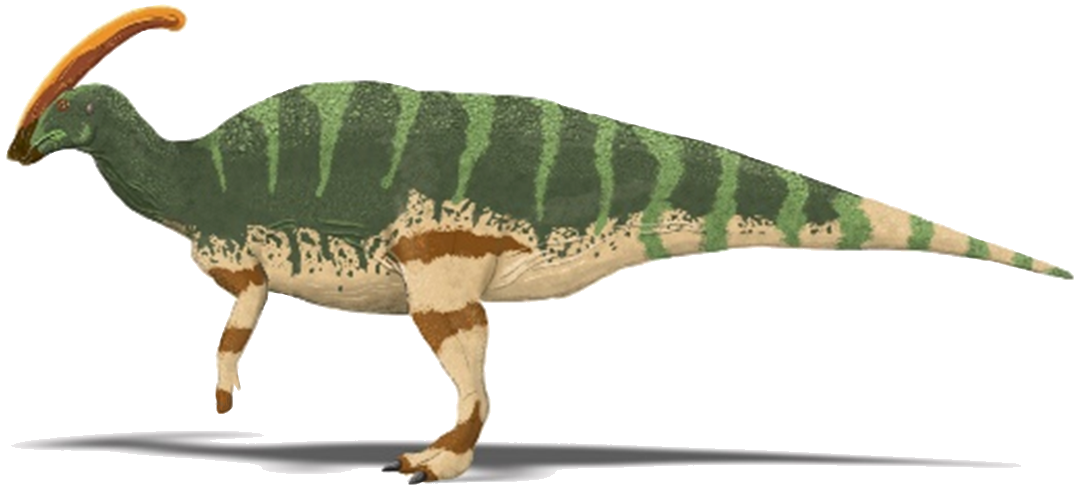
ハドロサウルス類のパラサウロロフス 全長10m
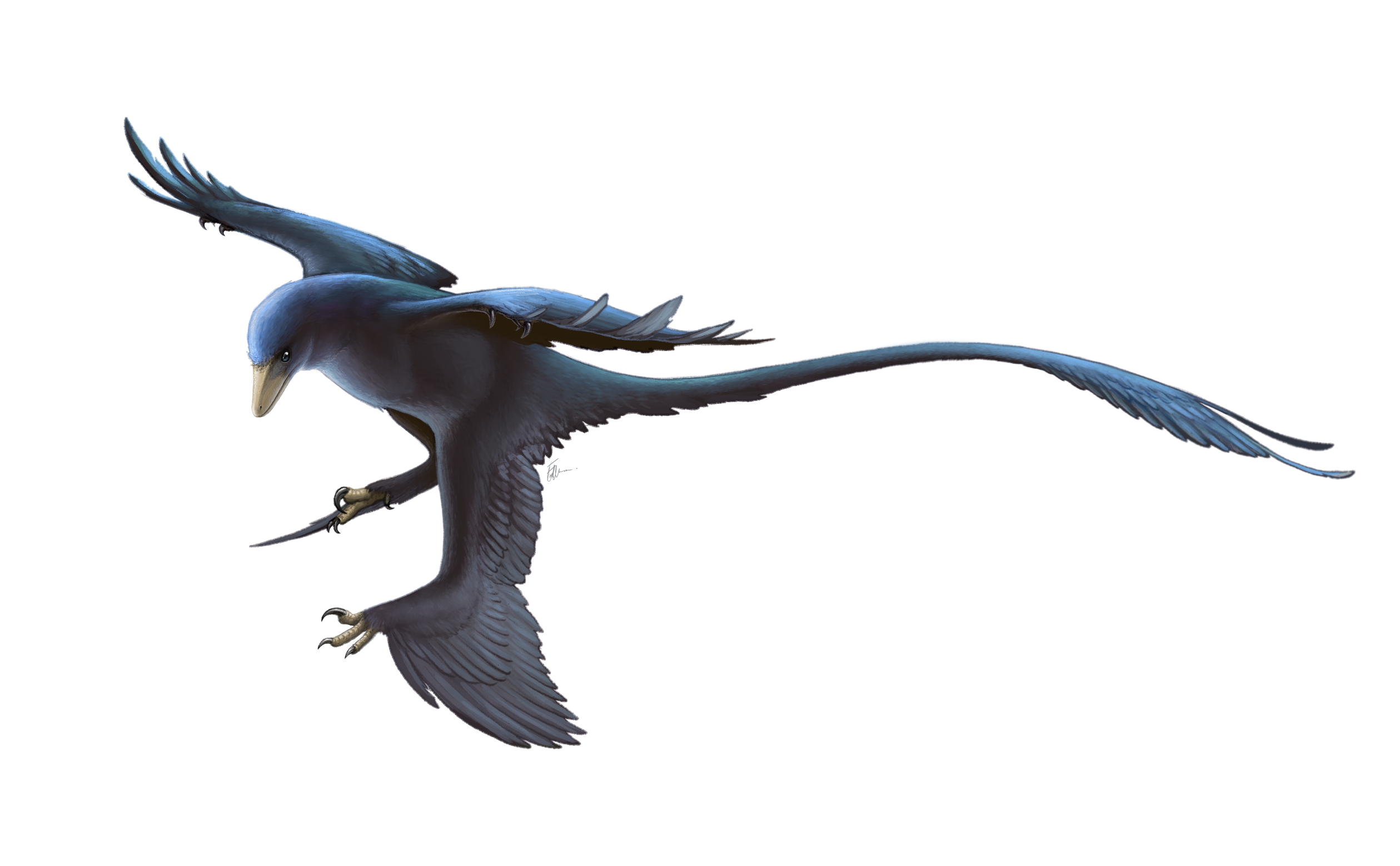
白亜紀のドロマエオサウルス類の獣脚類ミクロラプトルの復元想像図 恐竜であるが、前足のほかに後ろ足にも羽毛があった
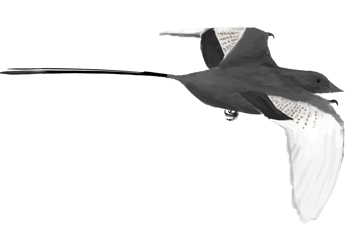
1990年代に中国のジュラ紀後期から白亜紀初期の地層から発見された孔子鳥、ほぼ同時期の始祖鳥と比べると歯が無くなり嘴を有している[113]が、まだ羽に前肢の爪が見られる。
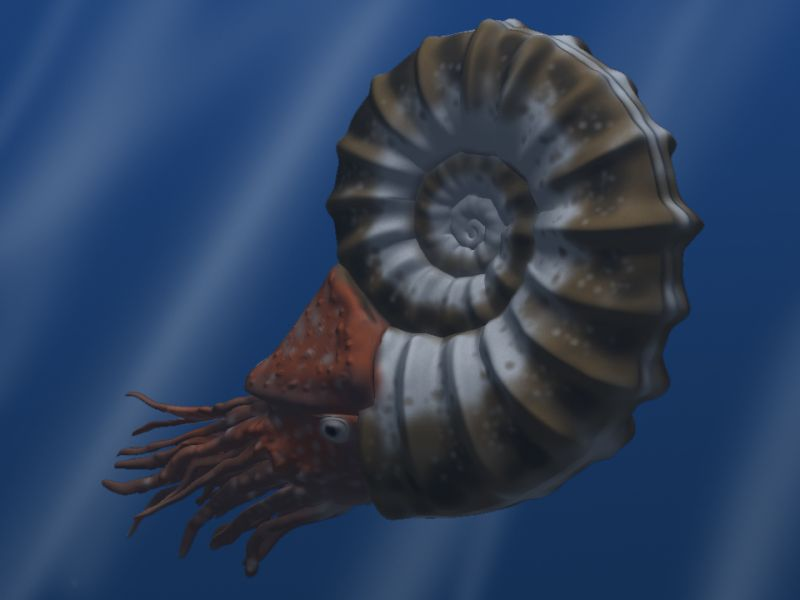
アンモナイトの生態復元想像図、殻の大きさは数cm程度のものが多いが、最大のものは2mに達した。

#### 古第三紀
古第三紀は約6600万年前から約2303万年前までの期間であり、暁新世、始新世、漸新世からなる。気候は温暖であった白亜紀中期以後徐々に低温化していったが、約3400万年前の始新世と漸新世の境界時代に南極大陸に巨大な氷床が形成された。これ以後が現在も続いている新生代後期氷河時代である。
K-T境界の事件で、中生代に地上・海中・空中に繁栄していた恐竜などの大型爬虫類は、ワニ類を除いてほとんどいなくなった。新生代は哺乳類と鳥類の適応放散が起こり、大型の鳥類も出現した。古第三紀が始まったときの哺乳類は、ほとんどが草食や昆虫食で大きさもネズミほどのものが多く最大のものでもネコ程度であったが、爬虫類がいなくなった地上に適応し体も大きくなってゆく。哺乳類は暁新世から始新世にかけて一次適応放散の後、漸新世で2度目の適応放散を行う。現在見られる哺乳類の多様性は漸新世から始まった。すなわち現代型のクジラ、げっ歯類のリス・ネズミ、長鼻類のゾウ、霊長類の真猿類（いわゆるサル）、奇蹄類のウマやサイ、偶蹄類のイノシシやラクダ、食肉類のサーベルタイガーやクマなどが漸新世に現れた。なお 新生代初めオーストラリア大陸は南極大陸とのみつながって、他の大陸とは海を隔てていたため、これらの哺乳類（真獣類）とは系統が異なる単孔類や有袋類が適応放散していた。オーストラリア大陸の生物の特殊性は人類がオーストラリアに渡るまで継続した。同じように他の大陸と離れていた南アメリカには一部の真獣類と有袋類が繁栄した。
暁新世末の約5500万年前に突発的な温暖化が起こり、海洋の中層から低層に生息していた有孔虫の35-50%が絶滅した。この時海洋深層水の温度は5-7℃、気温は6-8℃上昇し5万年から10万年かけて元に戻った。原因として当時の海底に大量に存在していたメタンハイドレートが融解し、数千年の間に炭素量換算1500ギガトンのメタンガスが大気中に放出され、メタンによる温室効果と その後メタンが酸化されてできる二酸化炭素による温室効果が想定されている。またこの時メタンが放出されたとされる地形が北大西洋のノルウェー沖で見つかって2004年に発表されている。1500ギガトンという温室効果ガスの量は、産業革命以来人類が発生させてきた二酸化炭素量と今後発生させると予想される二酸化炭素量の合計に匹敵するとされている。

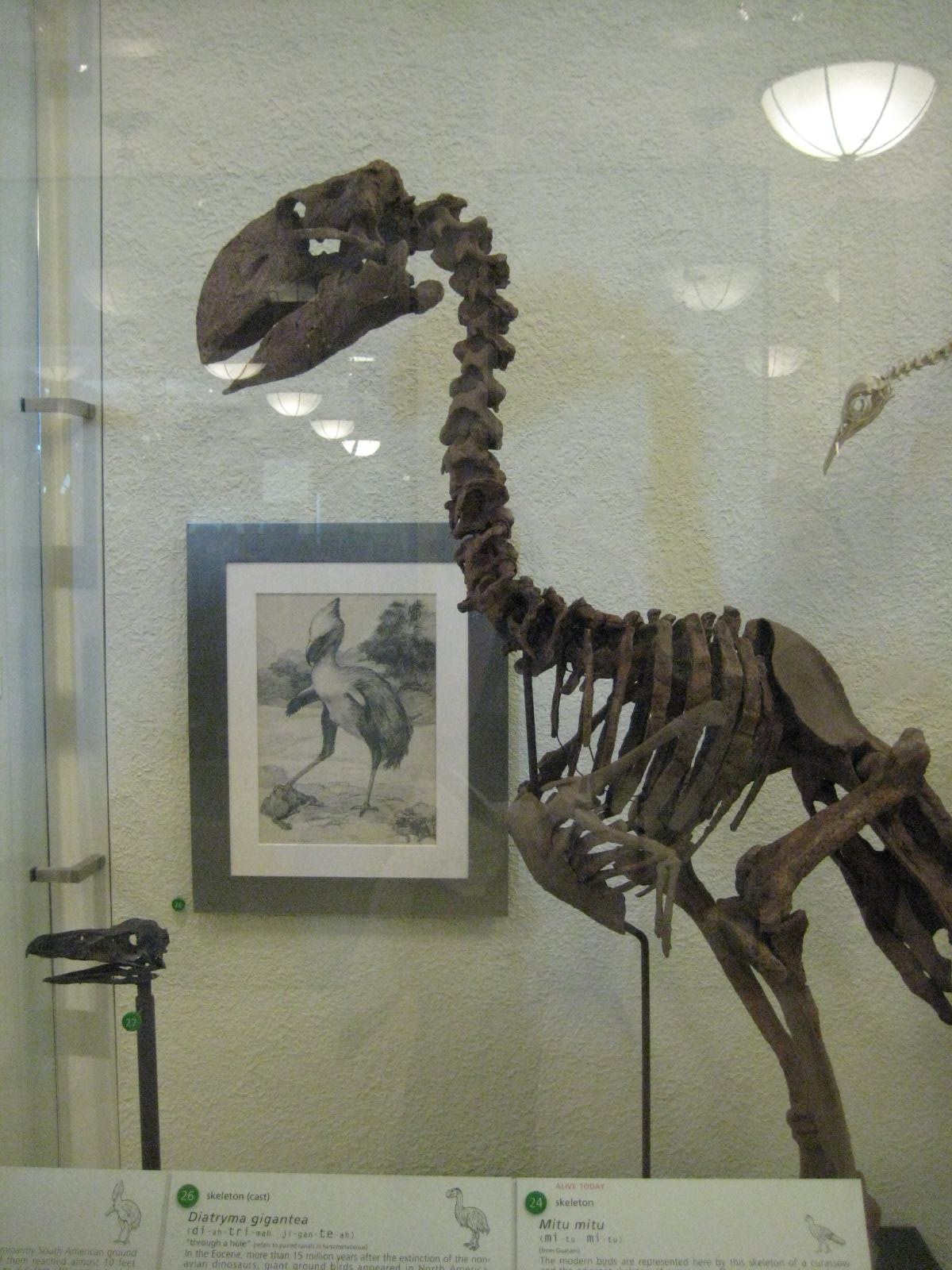
古第三紀初期（暁新世）の巨大な鳥類ガストルニス、体長2mで大型の植物食動物であったとされる
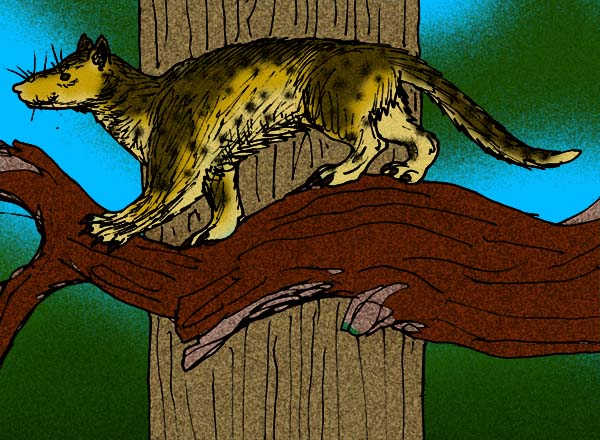
肉食のミアキス 体長30cm、初期の食肉類
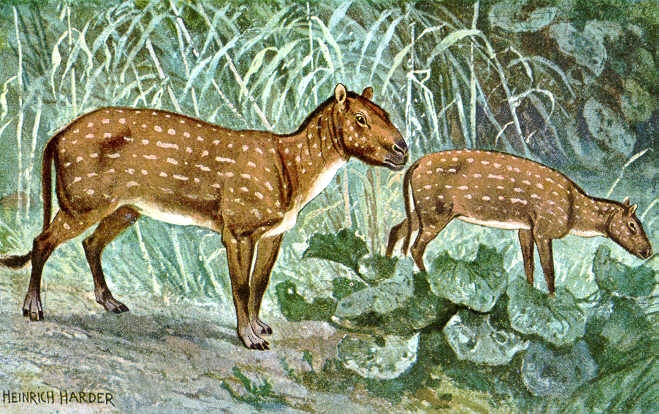
始新世のエオヒップス、初期のウマ類で全長50cm。
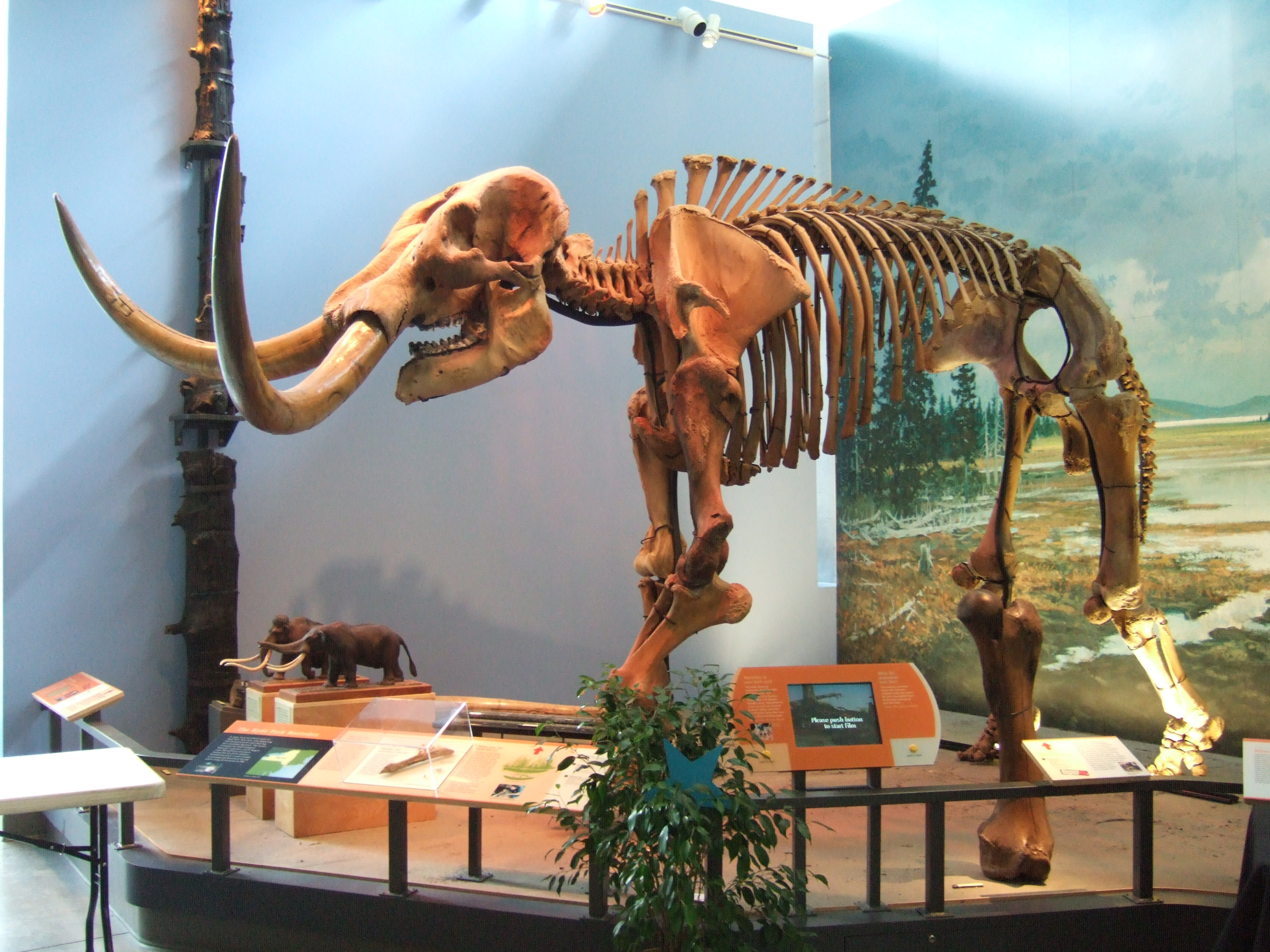
ゾウの祖先のマストドン、長鼻類は漸新世に現在のゾウに近い体型になった。
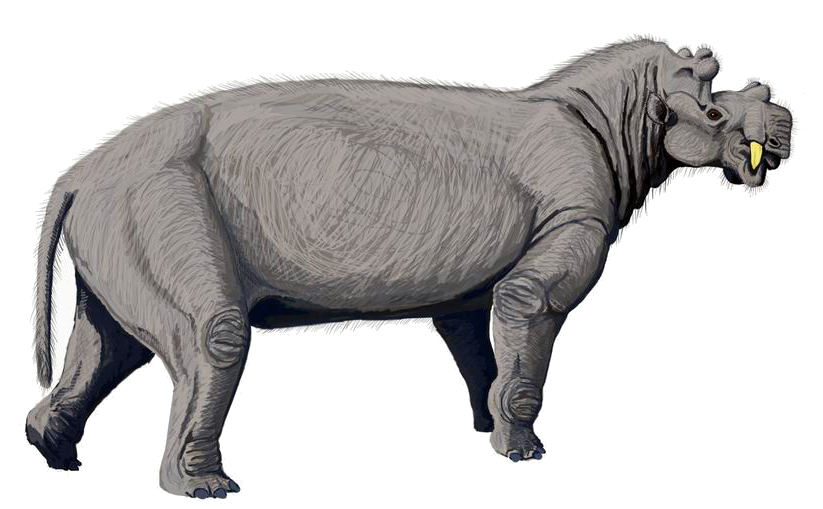
古第三紀中期（始新世）の原始的な草食哺乳類ウインタテリウム、体長3-3.5mあったが脳は小さかった
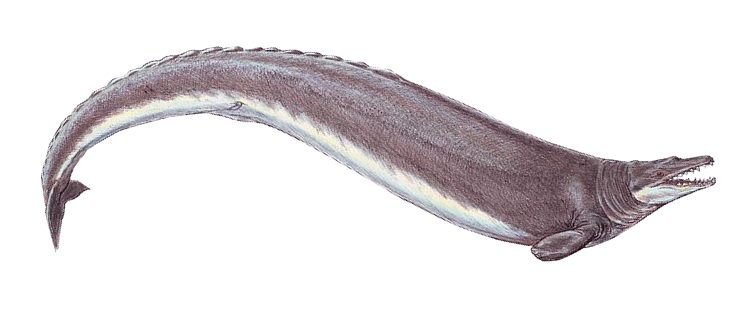
始新世の原クジラバシロサウルス 全長15m以上 体は現在のクジラよりも細い。

#### 新第三紀

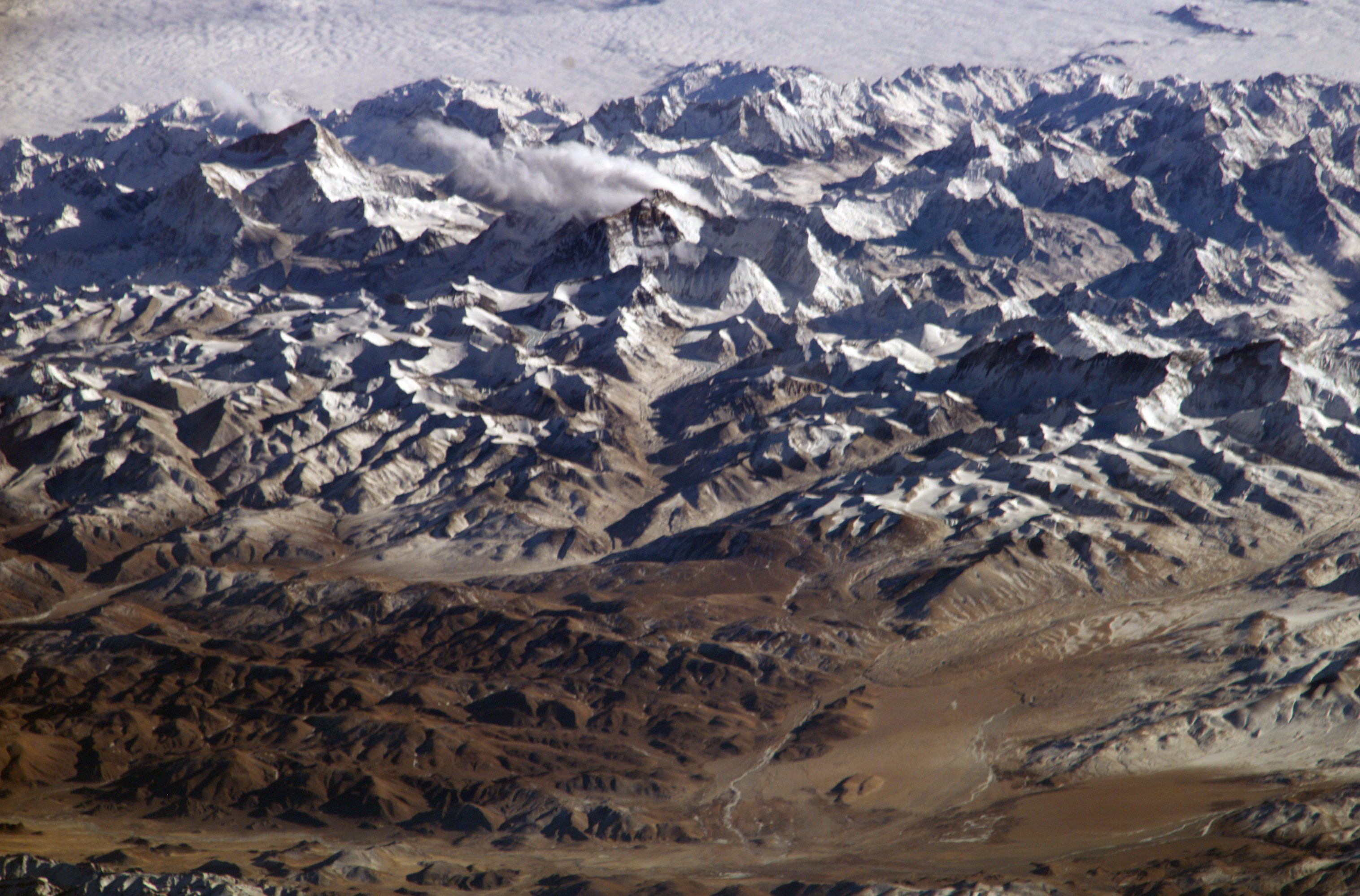
チベット高原上空の国際宇宙ステーションから見たヒマラヤ山脈

新第三紀は約2303万年前に始まったが、次の第四紀との境界は議論が多く、現在のところ約258万年前までとされている期間である。中新世と鮮新世からなる。古第三紀に隆起し始めたアルプス山脈やヒマラヤ山脈が新第三紀には高山となった。特に雨量の多いヒマラヤ山脈では激しい浸食が起こって大量のカルシウム塩が海に供給され、このカルシウム塩が効果的に二酸化炭素を吸収したため大気中の二酸化炭素量が史上最低のレベルまで低下した。前時代の漸新世に南極に氷床ができたが、約1200万年前から更に寒冷化が進行し約350万年前には北半球にも氷冠が形成された。
新第三紀の前半の中新世には、現代の哺乳類のほぼすべてのグループが出現した。また種の数や個体数も現在よりも多かったとみなされている。海中ではクジラ類からイルカ類が生まれ、樹上生活の真猿類の中から類人猿が現れた。偶蹄類の適応放散が進みイノシシ、ラクダ、シカ、ウシ、キリンがオーストラリアと南アメリカを除く世界中に広がった。長鼻類のマストドンも現在のゾウの分布よりはるかに広い範囲に生息した。食肉類はイヌ、ネコ、イタチ、クマがそろった他、アシカ、アザラシ、セイウチなどが生まれた。この真獣類の繁栄は新第三紀後半の鮮新世にも続き、ほぼ現在見られる動物と同じタイプの生物がそろった。約350万年前にパナマ地峡ができて、それまで他の大陸から離れていた南アメリカ大陸と北アメリカ大陸がつながった。それまで南アメリカで繁栄していた有袋類はオポッサムを例外として北アメリカからやってきた真獣類との生存競争に負けて姿を消していった。
植物界では約700万年前に新しい光合成システムを持つ植物が現れた。光合成はシアノバクテリア以来カルビン回路と呼ばれる合成方法が唯一のものであったが、低濃度の二酸化炭素を効率よく利用できるC4型光合成を有するトウモロコシやサトウキビが生まれた。

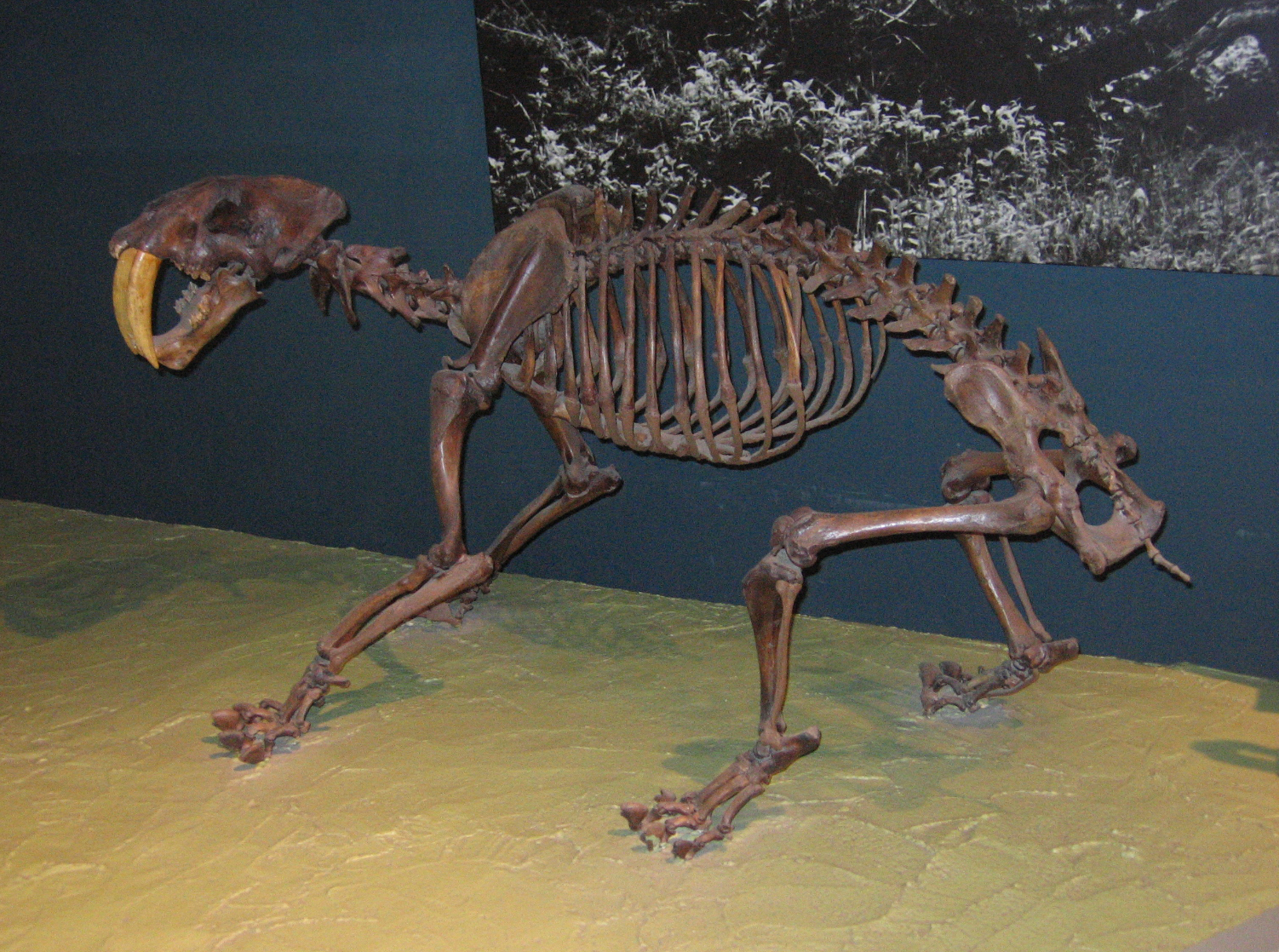
真獣類のサーベルタイガースミロドン、体長約2m
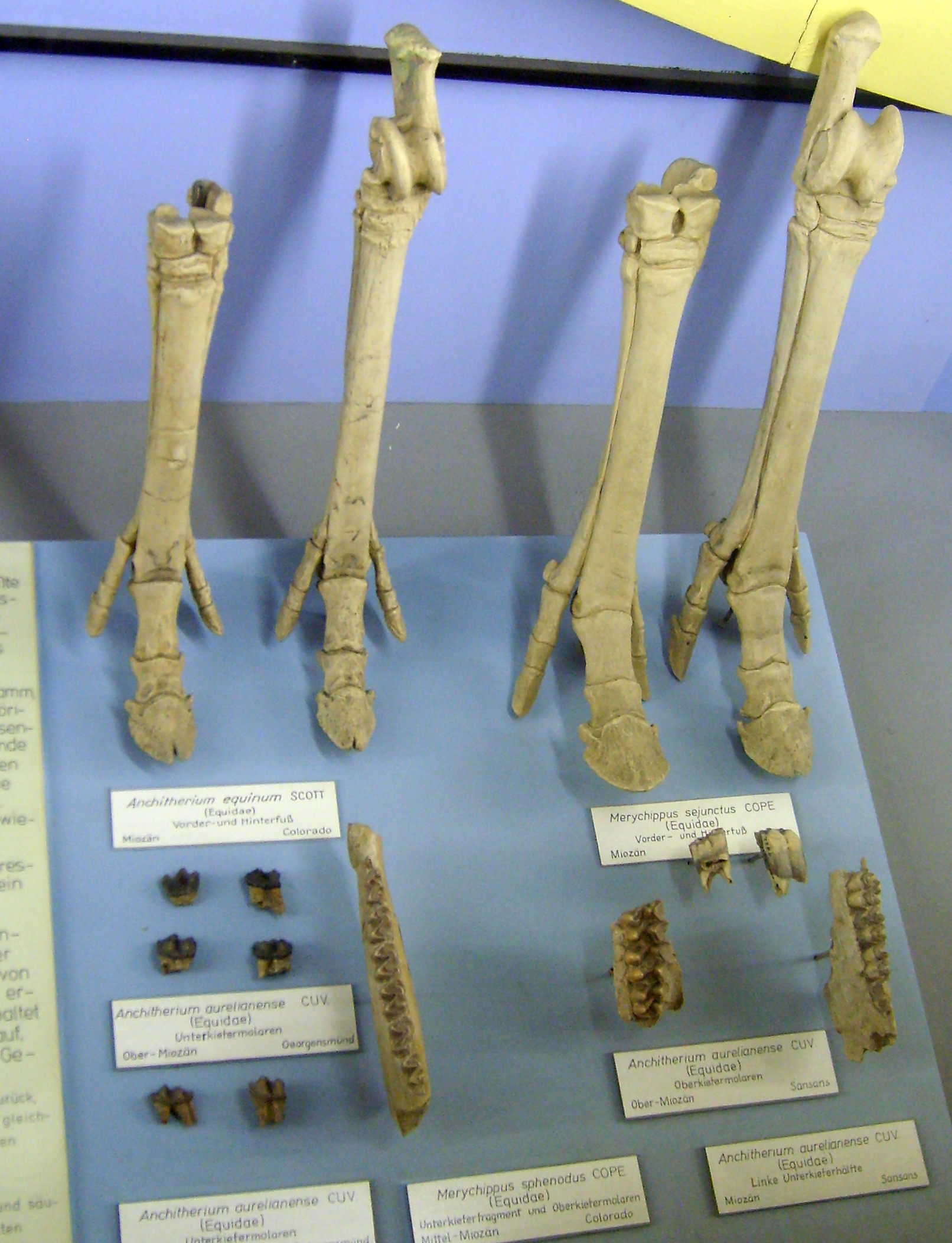
中新世のウマ (Anchitherium) の足と蹄、指の数が3本から1本に減ってゆく状況がわかる。
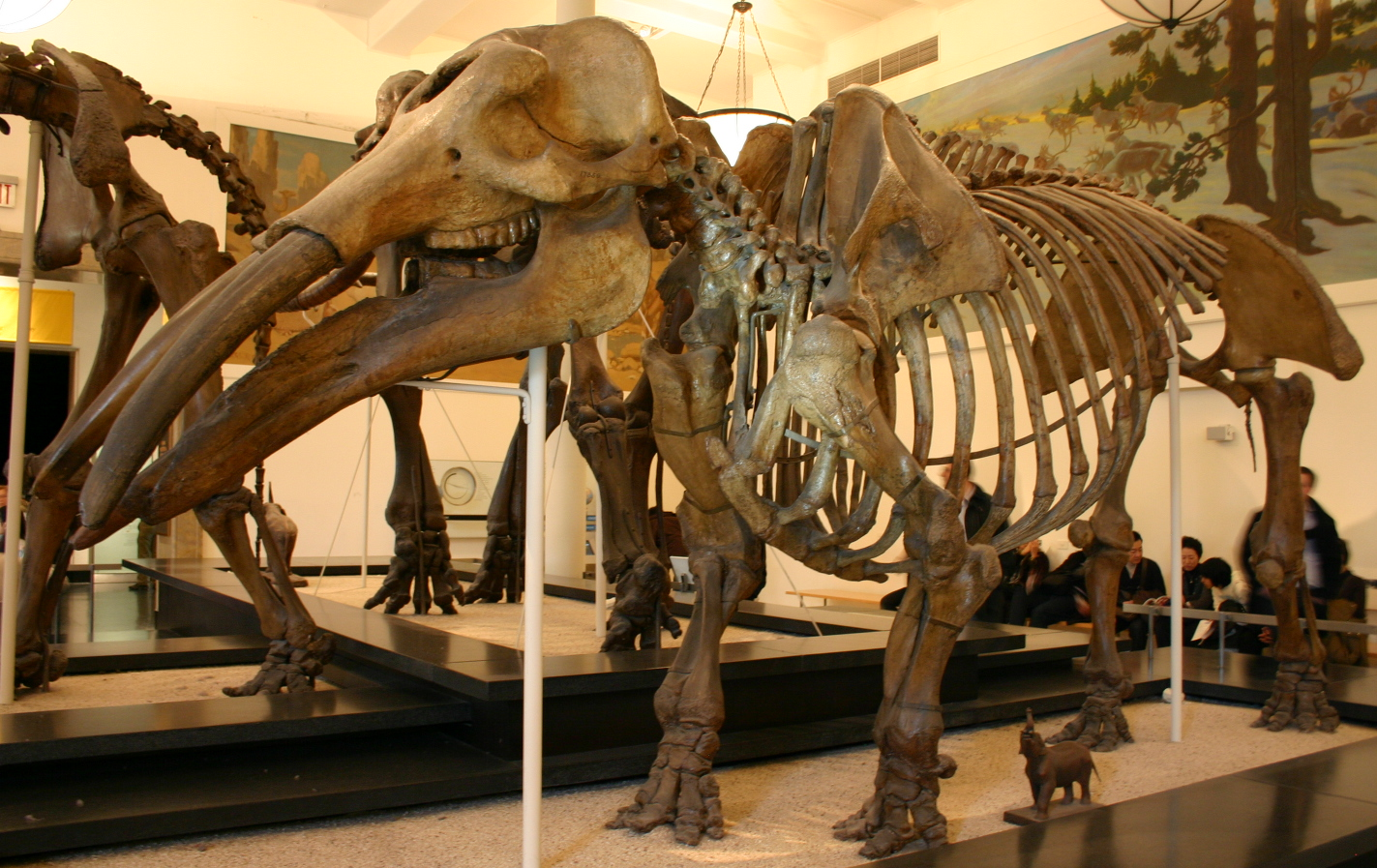
中新世の長鼻類ゴンフォテリウム、上顎と下顎の両方に牙があった。化石はアジア・アフリカ・ヨーロッパ・北アメリカから見つかっている[128]。
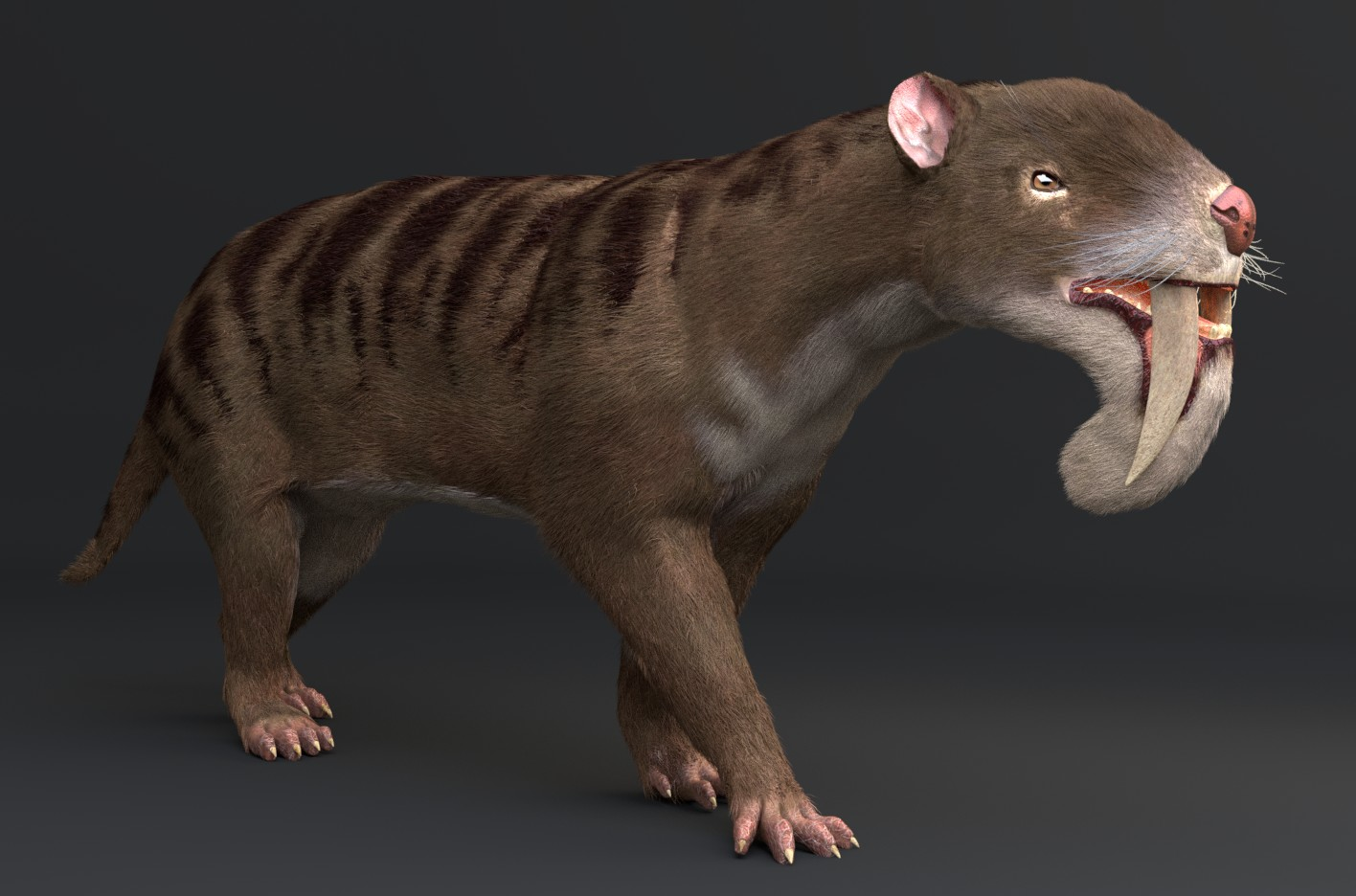
南アメリカに生息していた有袋類のティラコスミルス、体長1.2-1.7m

#### 第四紀

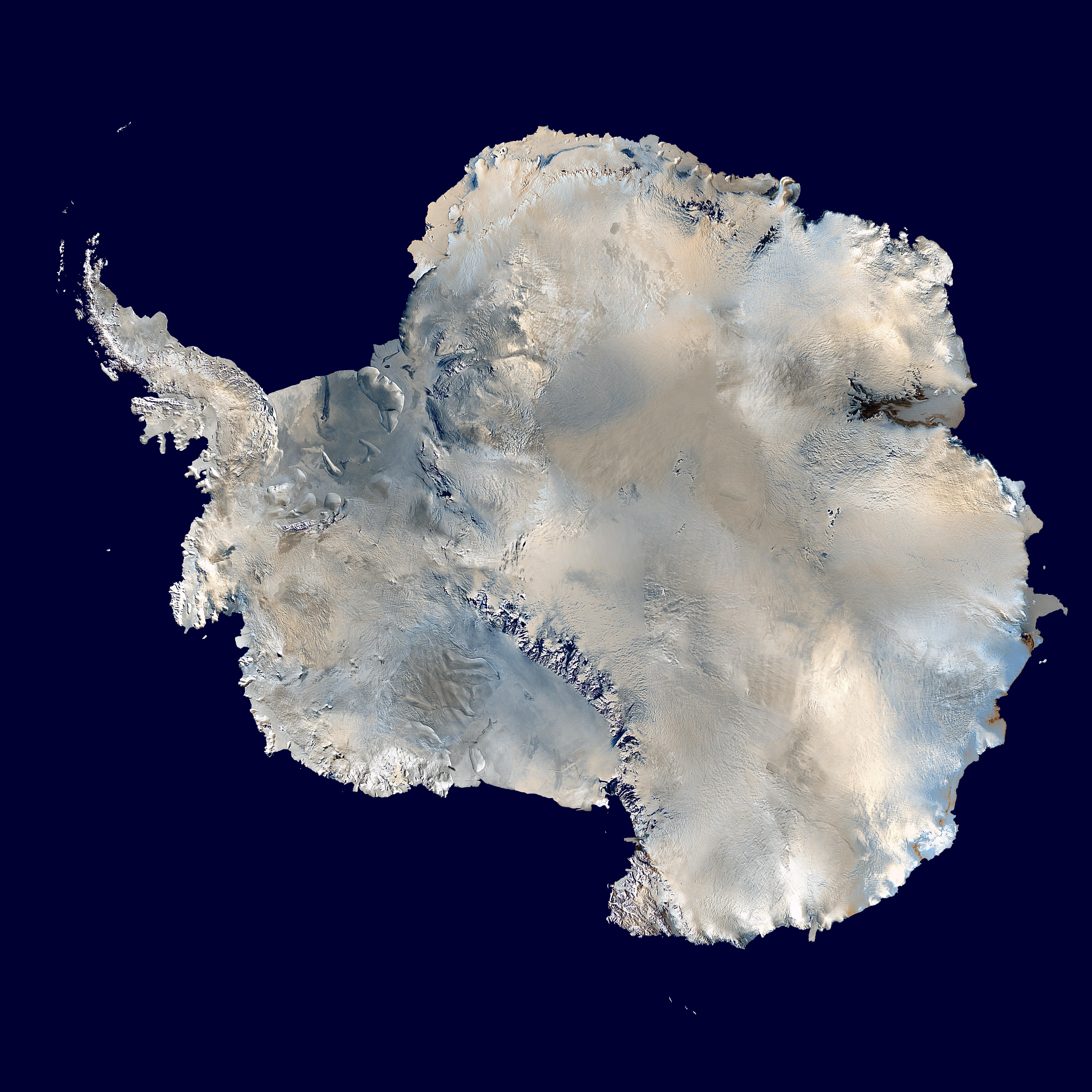
現在が氷河時代である証拠、南極大陸の氷床。NASAの衛星写真より合成

第四紀は約258万年前から現在までの期間である。更新世と完新世が含まれる。南極大陸に氷河が存在し続けているため、「氷河時代」である（第四紀氷河時代）。は北米やヨーロッパの大部分が氷床に覆われる寒冷な「氷期」と、現在のように比較的温暖な「間氷期」が交互に訪れ、非常に短期間に大きな環境変化が繰り返し起こった時期である。最も新しい氷期の最盛期は約1万8000年前であり、平均気温は今より6-7℃低かった。第四紀の氷期と間氷期の推移の周期性を調査したところ、地球の公転軌道の離心率の変化（10万年周期）、自転軸の傾きの変化（4万年周期）、更に自転軸の歳差運動（2.3万年ないし1,8万年周期）と一致することがわかった。これらの変化によって北緯55°から北緯65°の地域における夏の日射量が減ったことが氷期が始まるきっかけとなっている。この氷期と間氷期の周期性はこれを数学的計算によって予言した科学者にちなんでミランコビッチ・サイクルと呼ばれている。
第四紀は人類の時代とされる。人類は樹上生活していた霊長類のうち、アフリカに住んでいた類人猿から派生した。約440万年前のエジプトの地層から類人猿と分かれて直立二足歩行したラミダス猿人の化石が日本の調査隊によって1992-1993年に発掘され、その後ラミダス猿人の亜種は約580万年前までさかのぼることが判明した。ラミダス猿人の次にアウストラロピテクス（アファール猿人）が登場する。アウストラロピテクスの化石はエチオピアや南アフリカの約250万年前-350万年前の地層から見つかっているが、骨格化石や足跡の化石から確実に二足歩行していたことが確認された。歩行から開放されたアウストラロピテクスの手は物をつかんだりする以外に、石を加工して石器を作ることができるようになった。アファール猿人から2種の猿人が派生した。硬い植物を食べるために頑丈な顎を発達させた猿人と、動物食で石器を活用し脳を発達させた猿人である。前者は約100万年前にすべて絶滅してしまい、後者の系統のホモ・ハビリス（脳容積は600mlあって、チンパンジーの300-400mlよりはるかに大きい）が現在の人類に続いている。次のホモ・エレクトスは脳容積を850mlに増やし、生存場所もインドネシア（ジャワ原人約20-100万年前）や中国（北京原人約35-50万年前）に拡大した。ヨーロッパでは少し遅れて約3万-25万年前の地層からネアンデルタール人が見つかっている。現生人類のホモ・サピエンスは、ミトコンドリアDNA分析の結果から約20万年前のアフリカで生まれたとされる。ホモ・サピエンスは厳しい氷期の気候にも適応して、世界各地に生存領域を広げていった。ホモ・サピエンスは約10万年前にアフリカを出て中東に達し、北のヨーロッパへ向かったグループと、東に向かったグループに分かれた。東に向かったグループは南アジアを進み、インドネシアの島嶼伝いにオーストラリアに達し（約5-6万年前）有袋類のみの世界であったオーストラリアを改変した。インドから東へ向かったグループは中国を経由してシベリアには約2.5-3.5万年前に到達、更にベーリング海峡を渡って約1万2千年前には北アメリカに到達した。
ホモ・サピエンスは地上で最強の猛獣であり、多くの動物を狩猟の対象とした。多くの大型動物が約1万年前に絶滅したが、丁度氷期から間氷期に移行する時期に相当し、気温の変化により植生が変わって食物等がなくなって絶滅した種もあるが、人類によって滅ぼされた種もあると見られている。最近数百年間でもドードーやステラーカイギュウなどのように人類によって短期間に狩りつくされた種がある。
第四紀の哺乳類全体の傾向として、新第三紀に比べて種や個体数が減少したことがあげられる。長鼻目は一時は南極とオーストラリアを除く全世界に分布したが現在はインドとアフリカに2種を残すのみ、奇蹄類のサイも現生種は5種、同じく奇蹄類のウマ類も種数を大幅に減らした。

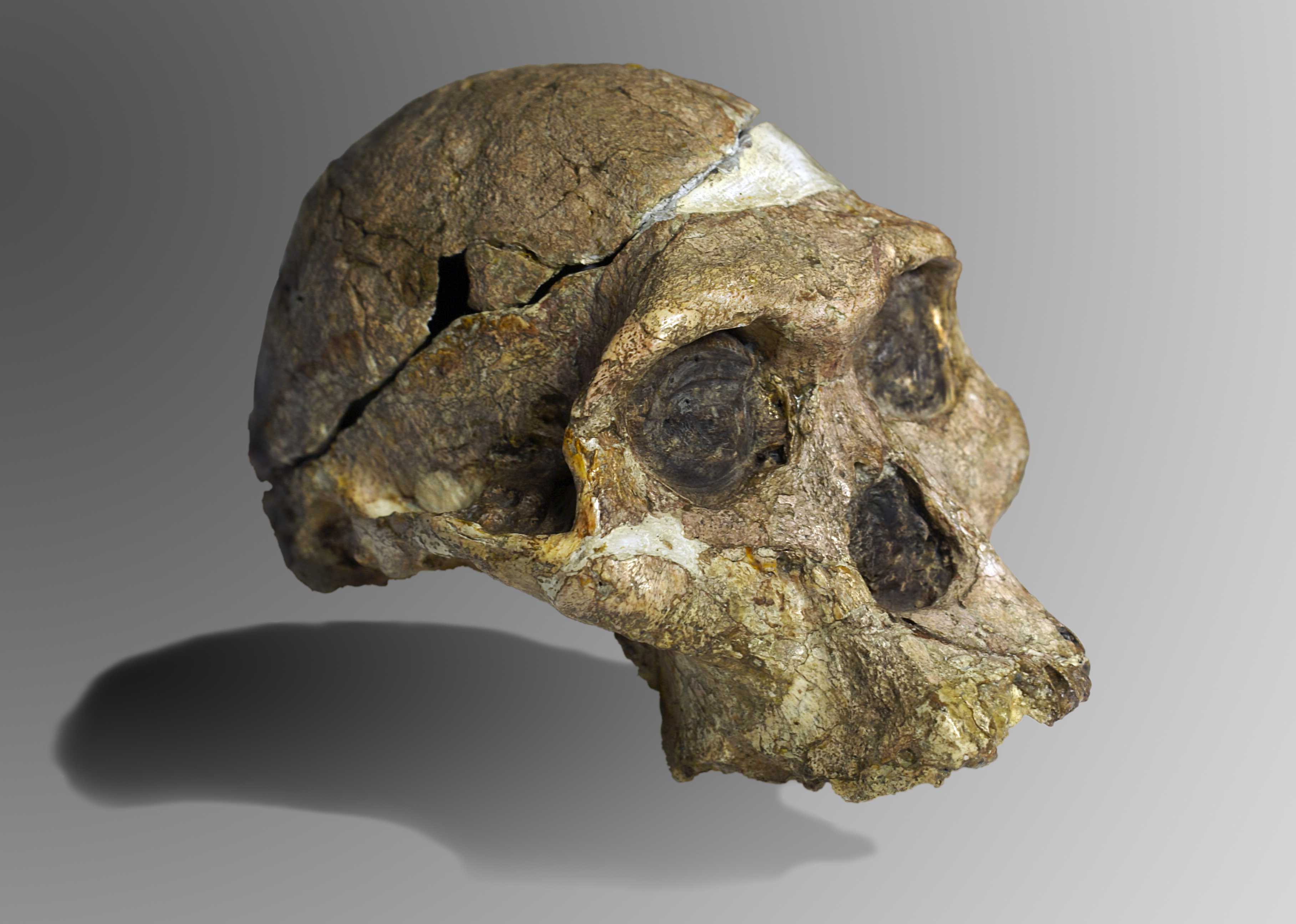
南アフリカで見つかった「ミセスPles」と名づけられたアウストラロピテクスの頭骨。
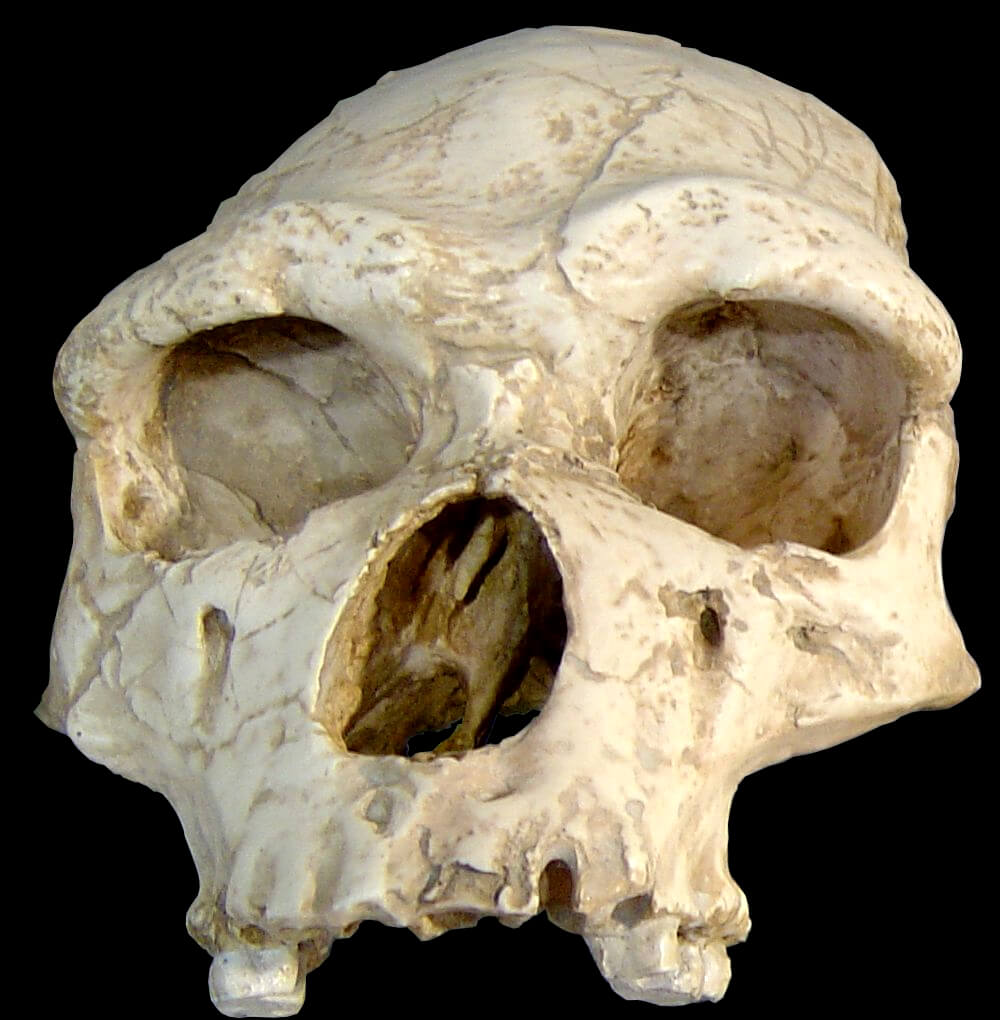
ホモ・エレクトスの頭骨、発見時はジャワ原人（ピテカントロプス）とも呼ばれていた。
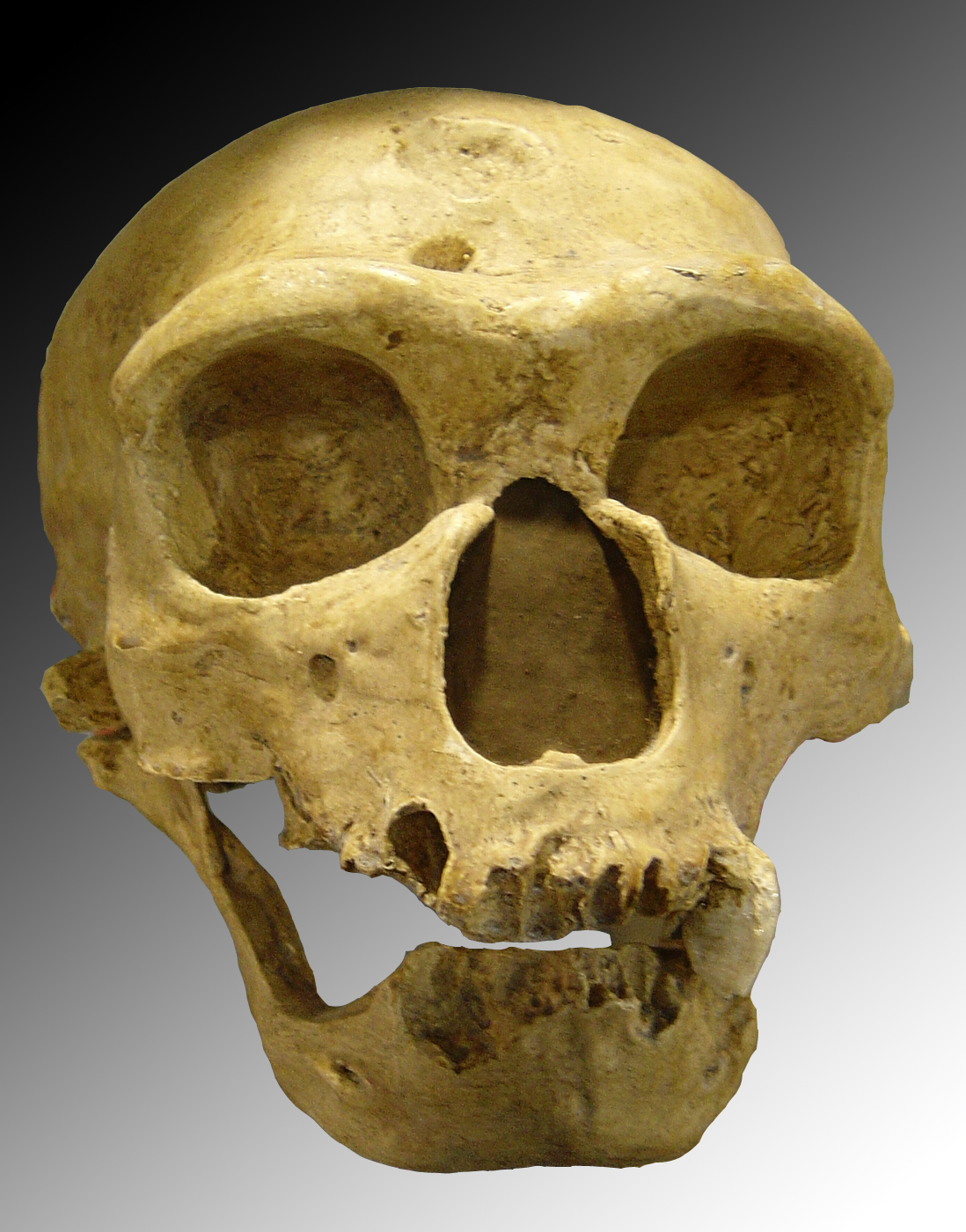
ネアンデルタール人の頭骨。
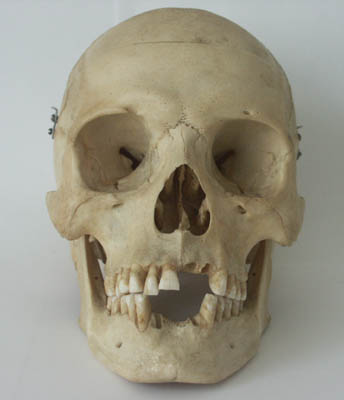
現生人類ヒトの頭骨
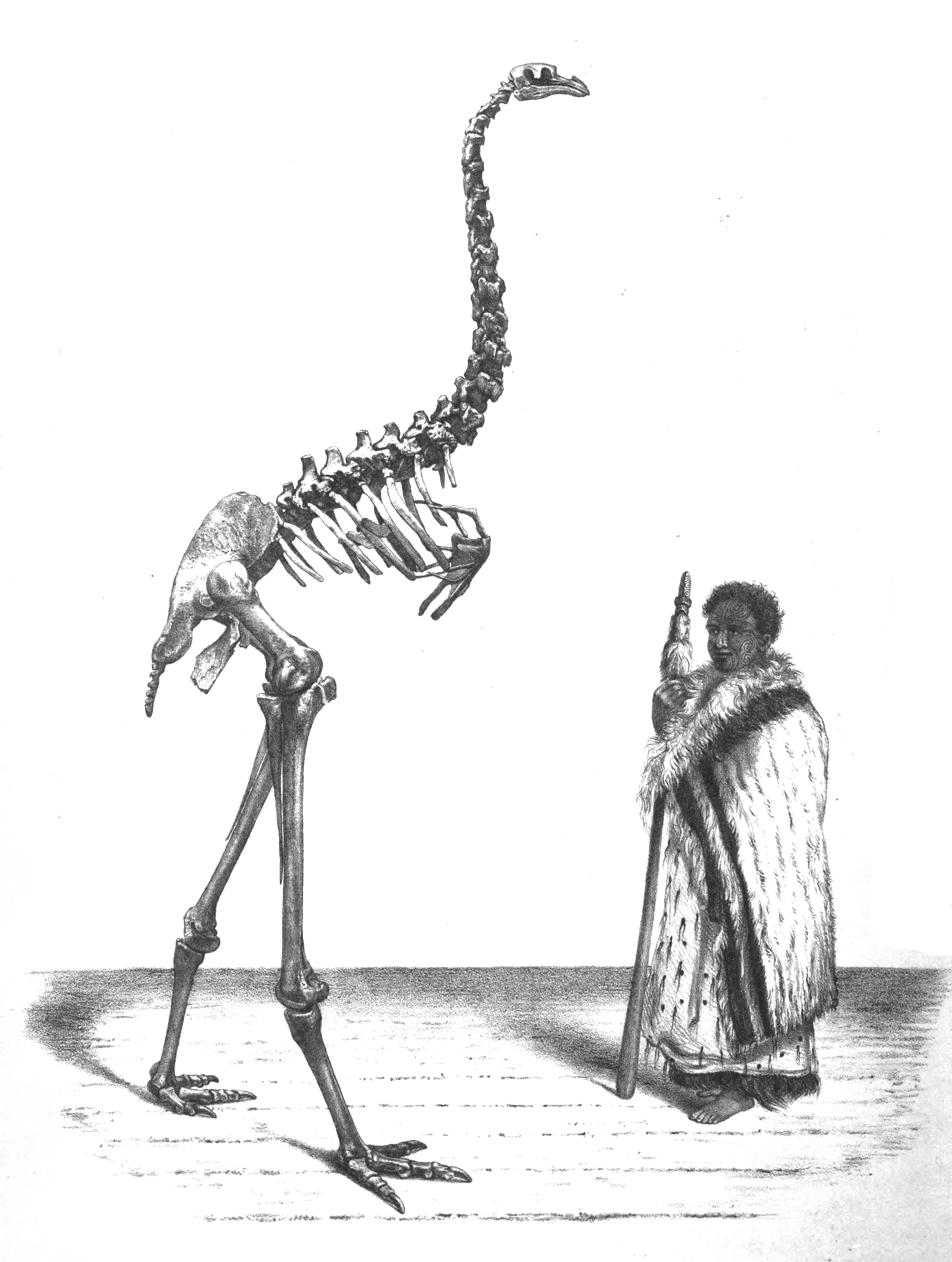
ニュージーランドに住んでいた巨鳥モア 体長3m以上に達したが、移住してきたマオリ族によって滅ぼされた。
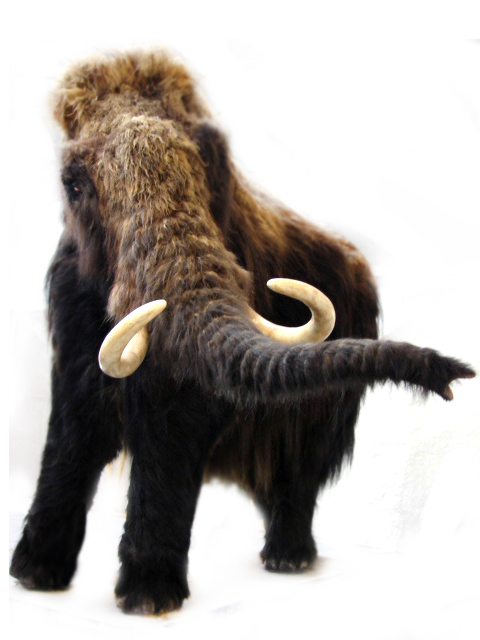
マンモスの復元模型、マンモスを初めとする多くの大型哺乳類が約1万年前に絶滅した。

#### アントロポシーン（人新世）

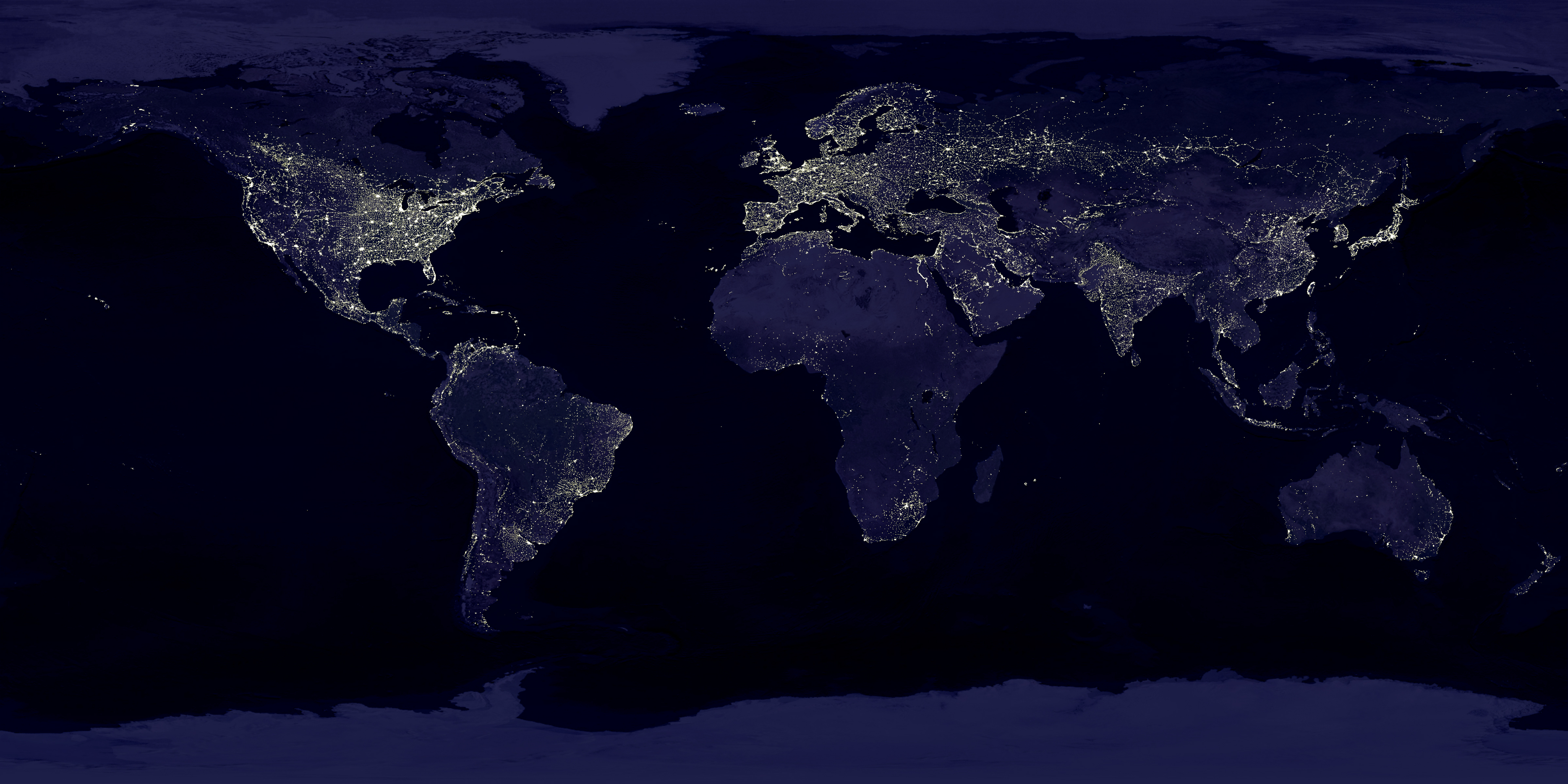
人類の活動領域を示す、全地球の夜景

アントロポシーン（仮訳：人新世、英: Anthropocene）はまだ公式に認められた年代ではない。オゾンホールの研究で知られるオランダの化学者パウル・クルッツェンが2000年に提唱し、2002年のネイチャーに投稿した。第四紀の完新世に続く最も新しい年代（世）で、地球環境に対する人類の影響度が著しく増大した時代に相当する。農業による単一種の大量栽培、森林伐採による侵食の増大と堆積物の増加、人類の活動による動植物の絶滅、古第三紀（約5500万年前）の突然の温暖化に相当する量の温暖化ガスの放出など、人類は地球環境を大幅に改変している。このため「人新世」の考え方には意義があると捉える学者が増えている。人新世の採用の是非については2011年現在、国際層序委員会（ICS）で検討中である。人新世を採用するとしても、始まりの時期をいつに設定するかも議論が多い。提案者のクルッツェンは「産業革命により化石燃料の消費が増え、二酸化炭素の濃度上昇が氷床コアで確認される18世紀」を提案するが、人類活動による地球環境への影響は現在も増大し続けているため、「開始時期の決定は、もう少し様子を見てからのほうが良い」という案もある。